# Ostsiedlung
Ostsiedlung (Colonizzazione dell'Est) è il termine tedesco che indica la colonizzazione realizzata tra il XII ed il XV secolo dai popoli germanici verso l'Europa dell'Est. I tedeschi, partendo dalla moderna Germania occidentale e centrale, fondarono insediamenti nelle regioni meno popolate dell'Europa centro-orientale e orientale. Le aree interessate si estendevano all'incirca dalla Slovenia all'Estonia, e verso est in Transilvania. In parte l'Ostsiedlung seguì l'espansione territoriale del Sacro Romano Impero e dell'Ordine Teutonico.
ll fenomeno comportò il generarsi di conflitti etnici tra i coloni germanici appena arrivati e la popolazione locale, e ci sono anche testimonianze di espulsioni di nativi dalle loro terre. In diverse aree interessate dalla Ostsiedlung, la popolazione pre-esistente venne in seguito discriminata ed esclusa dall'amministrazione.
Infine, nel XX secolo la Ostsiedlung venne pesantemente sfruttata dai nazionalisti tedeschi, compresi i nazisti, per supportare le rivendicazioni territoriali della Germania e per dimostrare la presunta superiorità dei tedeschi etnici rispetto alle popolazioni non germaniche, i cui traguardi culturali, urbani e scientifici in quelle aree vennero sminuiti, negati o presentati come opera di tedeschi.

## Contesto storico

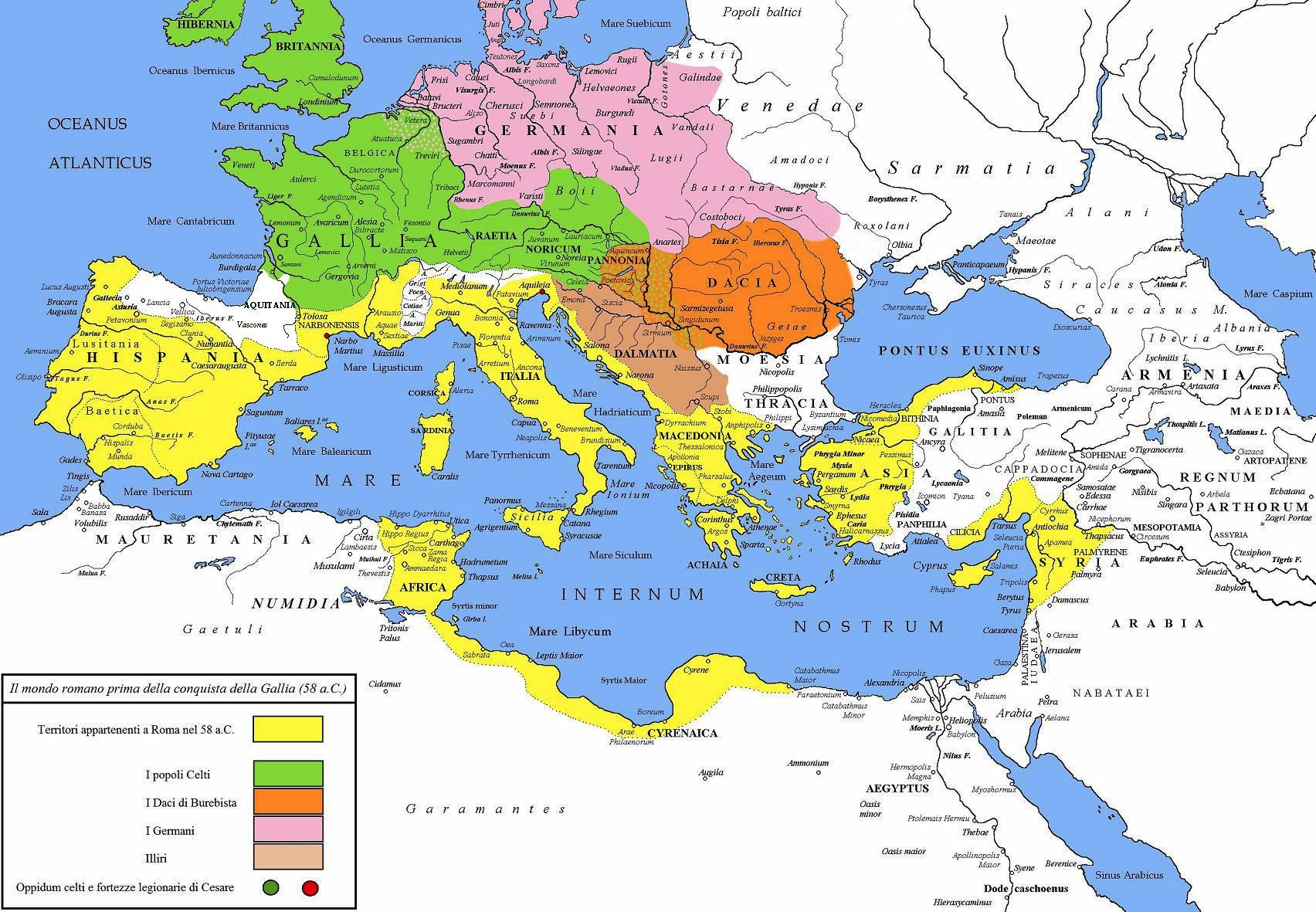
La Repubblica romana e i suoi vicini nell'anno 58 a.C. In rosa i popoli germanici.

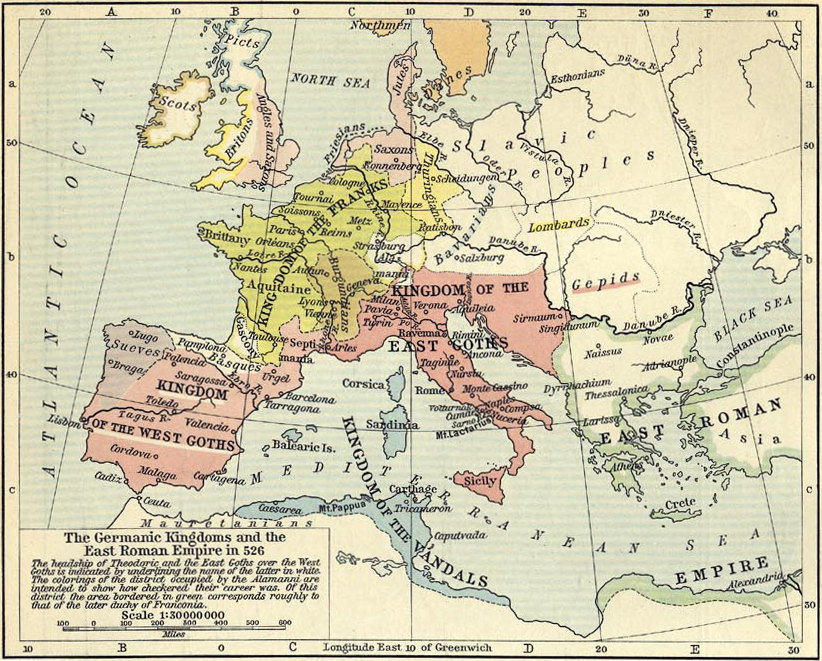
Mappa raffigurante i regni germanici nell'Europa del 526 e l'Impero romano d'oriente.

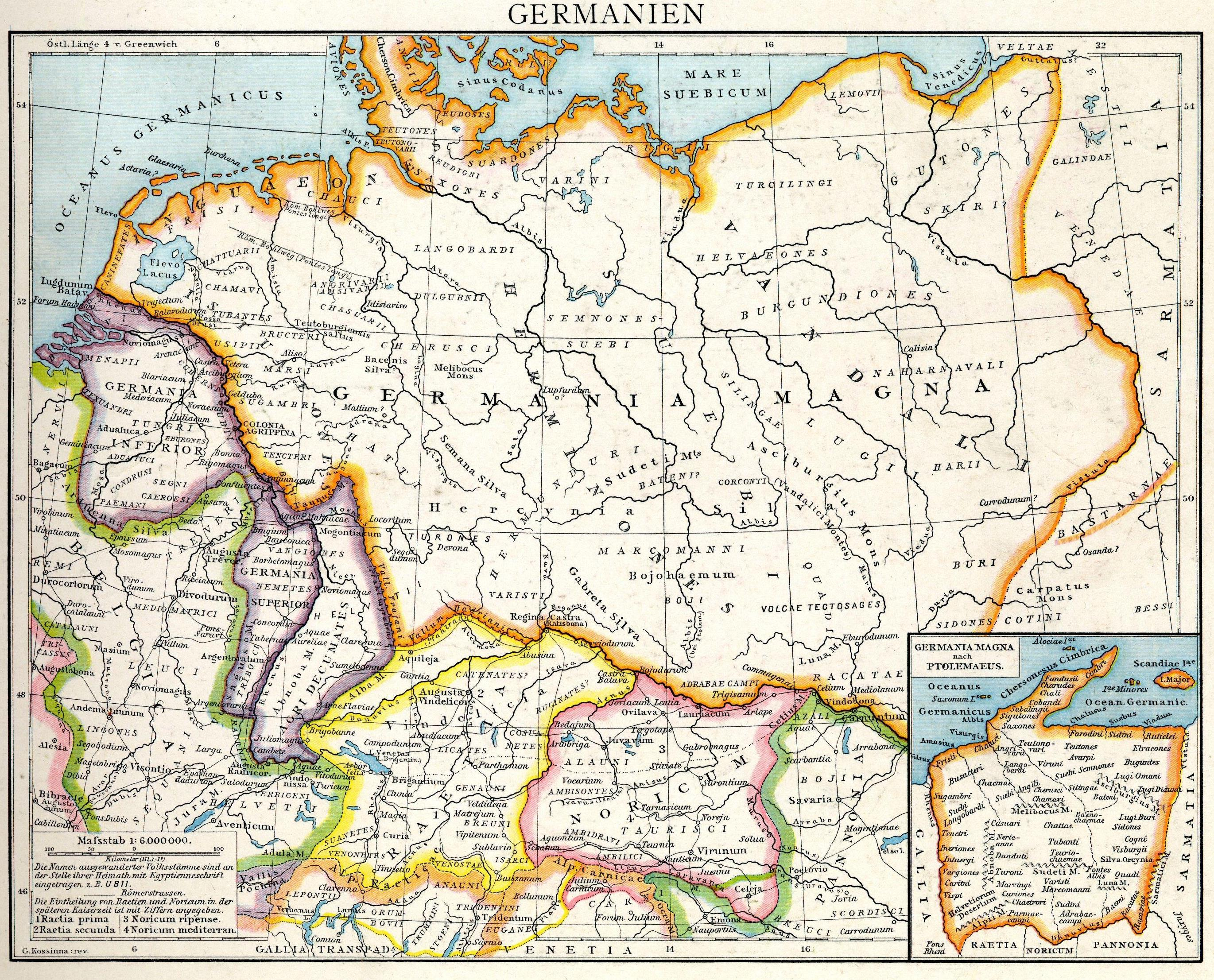
Mappa della Germania Magna e delle sue popolazioni attorno al II secolo d.C.

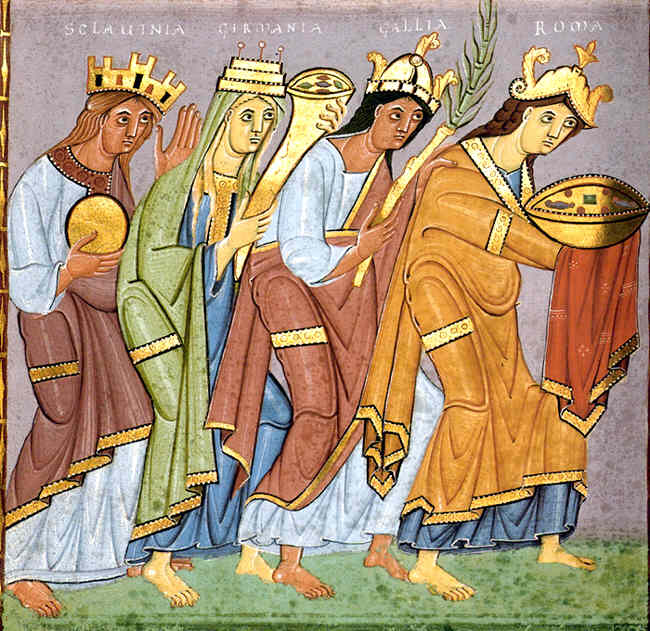
Un primo esempio di personificazione nazionale in un libro evangelico del 990: Sclaveni, Germania, Gallia e Roma portando offerte all'imperatore Otto III.

Dal V al I secolo a.C., durante l'Età del ferro, i Germani premettero costantemente verso sud, venendo a contatto, e spesso in conflitto, con i Celti e, in seguito, con i Romani. L'Europa centrale subì drammatici cambiamenti dopo le invasioni barbariche del V secolo: l'Impero romano perse il suo ruolo dominante nel continente e i Franchi crearono un impero che, oltre all'antica Gallia romana, aveva unito le precedenti tribù germaniche occidentali e adottato la religione cristiana.
Il trattato di Verdun (843) divise l'impero in tre parti: la Francia Media, assegnata a Lotario I, che deteneva anche la corona imperiale, e comprendeva la Lotaringia, la Provenza e il Regnum Italicorum; il Regnum Francorum, assegnato a Carlo il Calvo, corrispondente all'incirca al territorio dell'attuale Francia che si trova ad occidente delle valli della Mosella e del Rodano; il Regnum Teutonicorum, corrispondente all'incirca alla Germania Occidentale e al nord della Svizzera, diviso in ducati: di Svevia (o di Alemannia), di Sassonia e di Baviera.
A partire dal Regno dei Franchi Orientali e dal Regno d'Italia si sviluppò il Sacro Romano Impero, che mirava ad essere il successore dell'Impero romano d'Occidente, in quanto entità politica di carattere universale e cattolica.
Nella Scandinavia le tribù germaniche settentrionali entrarono nell'epoca vichinga, colpendo l'Europa intera con il commercio e con le loro razzie. Alcune ex tribù germaniche orientali si erano trasferite all'interno dell'Impero di Roma e si erano integrate con la popolazione romana, venendo assimilate: la loro cultura cessò di esistere. Allo stesso tempo emersero gli stati Slavi e divennero dominanti in Europa orientale e nella maggior parte dell'Europa centrale; nell'833 si formò la Grande Moravia, nell'882 la Rus' di Kiev e nel 962 il Ducato di Polonia, che adottarono tutti il cristianesimo.
Nel 983 gli Slavi Polabi della Marca dei Billunghi e della Marca del Nord, che si estendevano dal fiume Elba alla riva del Baltico, si ribellarono al potere politico e alla missione cristiana dell'Impero. Nonostante l'indipendenza appena ottenuta le tribù venede degli Obodriti, dei Rani, dei Veleti e degli Evelli furono presto di fronte a guerre intestine così come alle razzie del neo-costituito stato Piast (antica Polonia) in espansione ad est, della Danimarca a nord e dell'Impero, desideroso di ristabilire le Marche, a occidente.

### Germania: impero e frammentazione
Ottone I, re di Germania dal 936 e re d'Italia dal 951, governò sui due terzi dell'ex Impero carolingio, esclusa la Francia centroccidentale. Vincitore di Slavi e Ungari e difensore del mondo cristiano, dal 962 fu imperatore del Sacro romano impero, una fragile costruzione politica la cui autorità si reggeva sul consenso dei ducati germanici.
Per sottrarsi al potere dei duchi, Corrado II decise di riconoscere l'ereditarietà dei piccoli feudi.
Tra l'XI e il XII secolo gli imperatori si contesero col papato il primato sulle nomine religiose dei vescovi-conti. I grandi feudatari si schierarono con il Papa e l'imperatore Enrico V rinunciò alle investiture firmando nel 1122 il concordato di Worms, che sancì anche la separazione tra la sfera d'influenza della Chiesa e quella dello Stato. Federico I Hohenstaufen, detto Barbarossa (1152-1190), ristabilì l'autorità imperiale in Germania, mentre in Italia il suo potere incontrò la ferma opposizione dei comuni.
Fra il 1250 e il 1400 l'Impero divenne una forza politico-militare regionale essenzialmente tedesca. L'imperatore, nominato dai principi elettori, curava quasi esclusivamente i propri interessi personali.
A partire dal 1437 la casa degli Asburgo attuò una politica di accentramento ponendo le basi della futura potenza.
Un fenomeno particolare, che segnò la storia nei secoli seguenti fino all'età moderna, fu l'avanzata dei tedeschi verso est. Il mosaico linguistico che caratterizzava tutta l'Europa centro-orientale fu il risultato delle migrazioni tedesche e della resistenza opposta dalle popolazioni slave alla germanizzazione.

### I Cavalieri Portaspada
Il canonico Albert von Appeldern, vescovo di Riga dal 1199 al 1229, raccolse un esercito crociato, fondò Riga nel 1201 e creò l'Ordine dei Cavalieri Portaspada (croce rossa su manto bianco).
Fino al 1230 l'Ordine assoggettò la Livonia e la Curlandia; la nobiltà fece conquiste territoriali; vennero fondate città e vescovati tedeschi, ma non ci fu traccia di colonizzazione rurale. Dopo la sconfitta presso Bauska (1236) subita ad opera dei Lituani e dei Semgalli, l'Ordine dei Portaspada si fuse con l'Ordine Teutonico il 12 maggio 1237.

### L'Ordine Teutonico

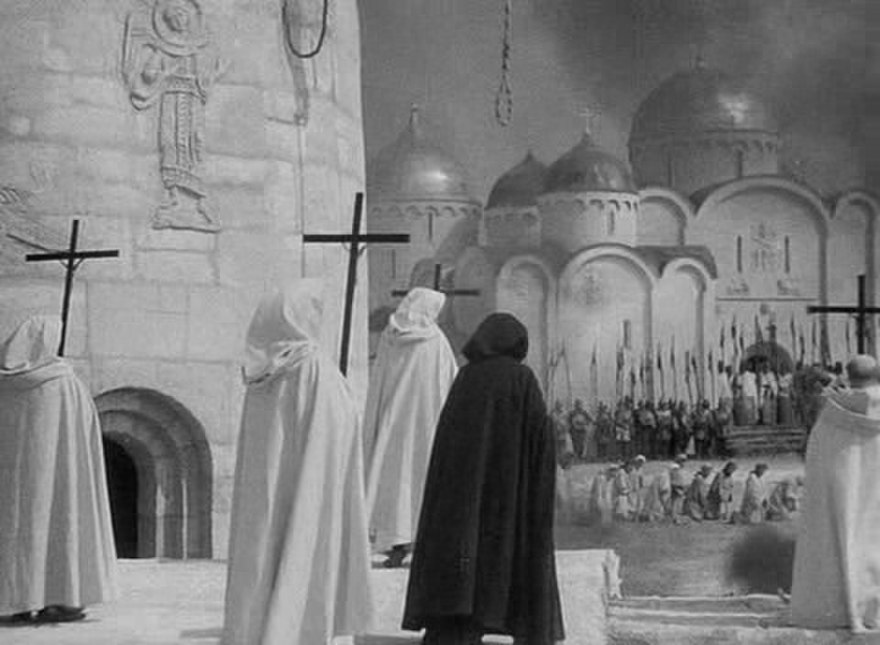
La conquista di Pskov da parte dei cavalieri teutonici (1241).
Fotogramma del film sovietico Aleksandr Nevskij del regista Sergej Michajlovič Ėjzenštejn (1938). Il film rievoca un episodio delle lotte sostenute nel XIII secolo dal principe Alessandro Nevskij contro i Cavalieri Teutonici: dopo aver descritto la presa di Pskov da parte degli invasori germanici, culmina nella scena della battaglia del lago Peipus ghiacciato, allorché la furibonda carica della cavalleria teutonica viene infranta dai guerrieri russi, favoriti dall'improvviso disgelo del lago.

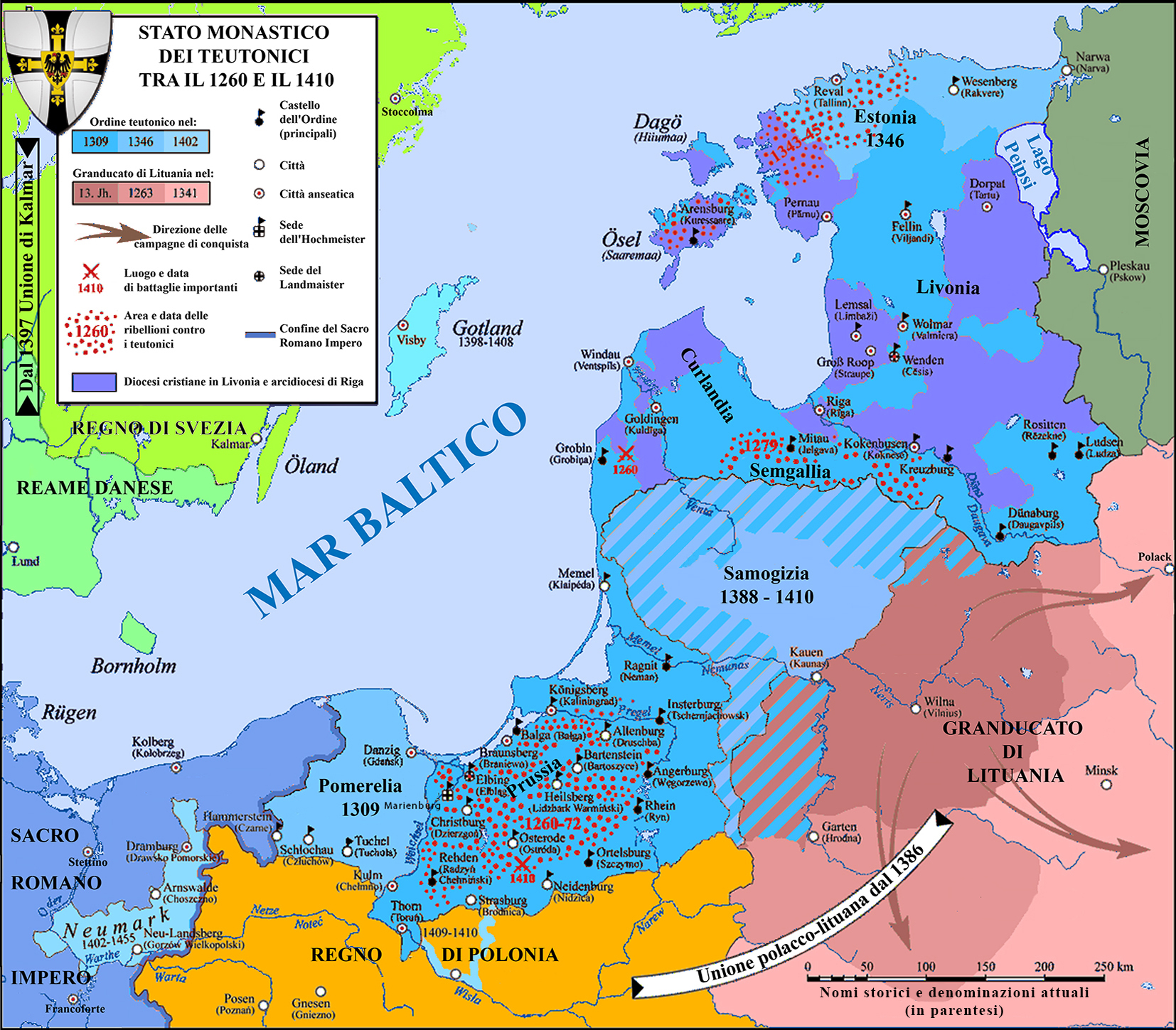
Mappa dei territori dell'Ordine Teutonico nel 1410.

L'Ordine dei Cavalieri Teutonici, nato in Palestina nel XII secolo per assistere crociati e pellegrini di nazione germanica, una volta cadute le ultime piazzaforte cristiane in Terrasanta indirizzò la propria attività verso l'Europa nord-orientale all'inizio del Duecento. I Cavalieri Teutonici si trasferirono in massa sul Baltico e avviarono un programma di conquiste che, nel giro di un secolo, li portò a sottomettere un vastissimo territorio. Gli abitanti pagani vennero convertiti o sterminati e si organizzò l'immigrazione in massa di contadini tedeschi.

Nel 1226 il duca Corrado di Masovia chiese aiuto all'Ordine contro i Borussi e cedette in cambio la Terra di Kulm. La Terra di Kulm costituì la base dello Stato Monastico dei Cavalieri Teutonici e la sua successiva conquista della Prussia orientale, segnando l'inizio della Drang nach Osten tedesca. Sempre nel 1226, il Gran Maestro Hermann von Salza (Ermanno di Salza) ricevette da Federico II di Svevia con la Bolla d'Oro di Rimini la Prussia come territorio dell'Ordine; nel 1231 i Cavalieri fondarono sulla Vistola la città di Toruń (in tedesco Thorn). Nel 1234 l'Ordine e il suo territorio vennero posti sotto la protezione del papa.
Negli anni trenta del Duecento, subito dopo l'annessione di Kulm, l'Ordine diede un forte impulso alla colonizzazione tedesca della Prussia Orientale (Marienwerder, Elbing ecc.), portando il cattolicesimo sempre più a oriente. In quegli stessi anni passarono definitivamente sotto il loro controllo parte della Livonia e della Lituania.
Dopo la fusione con i Cavalieri Portaspada (1237), l'ordine continuò le conquiste nelle epoche successive, e provvide anche a liberare il Baltico dalle scorrerie dei pirati.
Sperando che le invasioni svedesi e mongole avessero minato la potenza degli Stati russi, i Cavalieri Teutonici attaccarono la vicina Repubblica di Novgorod e occuparono Pskov (in tedesco Pleskau), Izborsk e Koporye nell'autunno del 1240. Quando minacciarono la stessa Novgorod, cittadini richiamarono in città il ventenne Principe Aleksandr Nevskij, che avevano confinato a Pereslavl l'anno precedente. Durante la campagna del 1241, Alexander riuscì a riconquistare Pskov e Koporye dai crociati. Avendo udito che gli invasori germanici avevano bruciato sul rogo dei bambini, Alexander rispose tenendo in ostaggio dei cavalieri e impiccando alcuni Voti (popolo locale alleato dei Teutonici) e dei fanti estoni. Nella primavera del 1242, i Cavalieri Teutonici annientarono un distaccamento in ricognizione dell'esercito cittadino di Novgorod circa 20 km a sud della fortezza di Dorpat (Tartu). Pensando di ottenere una facile vittoria, condotti dal Vescovo Principe Hermann von Buxhövden del Vescovato di Dorpat, i cavalieri e le loro truppe ausiliarie composte da Estoni Ugauni incontrarono le forze di Alexander presso lo stretto passaggio che collega la parte settentrionale e meridionale (detta lago di Pskov) del lago dei Ciudi, il 5 aprile 1242, ma l'attacco verso terminò infelicemente con la battaglia del lago Peipus. La sconfitta dei Teutoni segnò una battuta di arresto nella loro espansione verso est.
La conquista di Königsberg (1255), sarà seguita nei decenni immediatamente successivi dall'occupazione dell'intera Prussia Orientale e di ampie zone della Pomerania.
Repressa un'insurrezione dei prussiani nel 1260, i Cavalieri, già famosi per i metodi brutali con cui imponevano la conversione al cristianesimo, procedettero a un largo sterminio dei popoli baltici, per lo più rimpiazzati da coloni tedeschi.
Nel 1283 si concluse la conquista e l'evangelizzazione della Prussia. Nel 1309 venne acquistata la Pomerelia a spese dei Polacchi e in quello stesso anno l'Ordine trasferì la sua capitale a Marienburg, nei pressi della città di Danzica (Danzig).
Con la creazione dello Stato Monastico dell'Ordine Teutonico, lungo la costa sud-orientale del Mar Baltico, gli insediamenti tedeschi accelerarono. Queste zone, centrate attorno a Danzica e Königsberg, rimasero una delle più grandi zone di insediamento tedesco al di fuori del Sacro Romano Impero e solo nel 1871 furono incluse nell'Impero tedesco come Prussia Orientale e Prussia Occidentale.
Nel 1346 l'Ordine acquistò l'Estonia dalla Danimarca.
Winrich von Kniprode (1351-1382) portò l'Ordine al suo massimo splendore. Nel 1370 vennero sconfitti i Lituani presso Rudau: iniziò una colonizzazione sistematica, con la fondazione di oltre 1.400 villaggi. Le nuove città (in forza dei privilegi statuari di Kulm) entrarono, con i loro empori, a far parte dell'Hansa cosicché l'Ordine, che esercitava un proprio commercio (cereali, legno, ambra), venne a trovarsi in concorrenza con esse; iniziarono i contrasti con la nobiltà terriera che pretendeva una partecipazione alle decisioni politiche.
Nel 1398 la regina di Svezia cedette Gotland all'Ordine Teutonico, suo alleato; 
Corrado di Jungingen, venticinquesimo Gran Maestro dell'Ordine (1393-1407), conquistò l'isola nel 1398 e, per garantire la sicurezza dei traffici marittimi nel Baltico, scacciò definitivamente i cosiddetti Vitalienbrüder, una temibile consorteria di pirati, distruggendo Visby.
La massima espansione dell'Ordine si ebbe con gli acquisti della Neumark nel 1402 e della Samogizia nel 1404.
Il 15 luglio del 1410 l'Ordine subì una memorabile sconfitta a Tannenberg, in Prussia orientale, ad opera di polacchi e lituani: da allora iniziò un rapido processo di decadenza, culminato con il trattato di Toruń (1466). Con tale accordo l'Ordine teutonico riuscì a mantenere sotto il suo controllo i soli territori prussiani dovendo però riconoscere la sovranità nominale del re di Polonia su di essi.
Nel 1525 Alberto di Brandeburgo, gran maestro dal 1511, aderì alla Riforma e attuò la secolarizzazione dei beni dell'Ordine: col trattato di Cracovia venne riconosciuto duca ereditario di Prussia, la quale passò così alla casa di Hohenzollern mettendo fine allo Stato Teutonico. Dopo tre secoli l'Ordine Teutonico perdeva la sua sovranità: al suo gran maestro restava la dignità di principe imperiale. Tuttavia all'ordine rimasero numerosi feudi imperiali e proprietà in Germania.

## L'Ostsiedlung

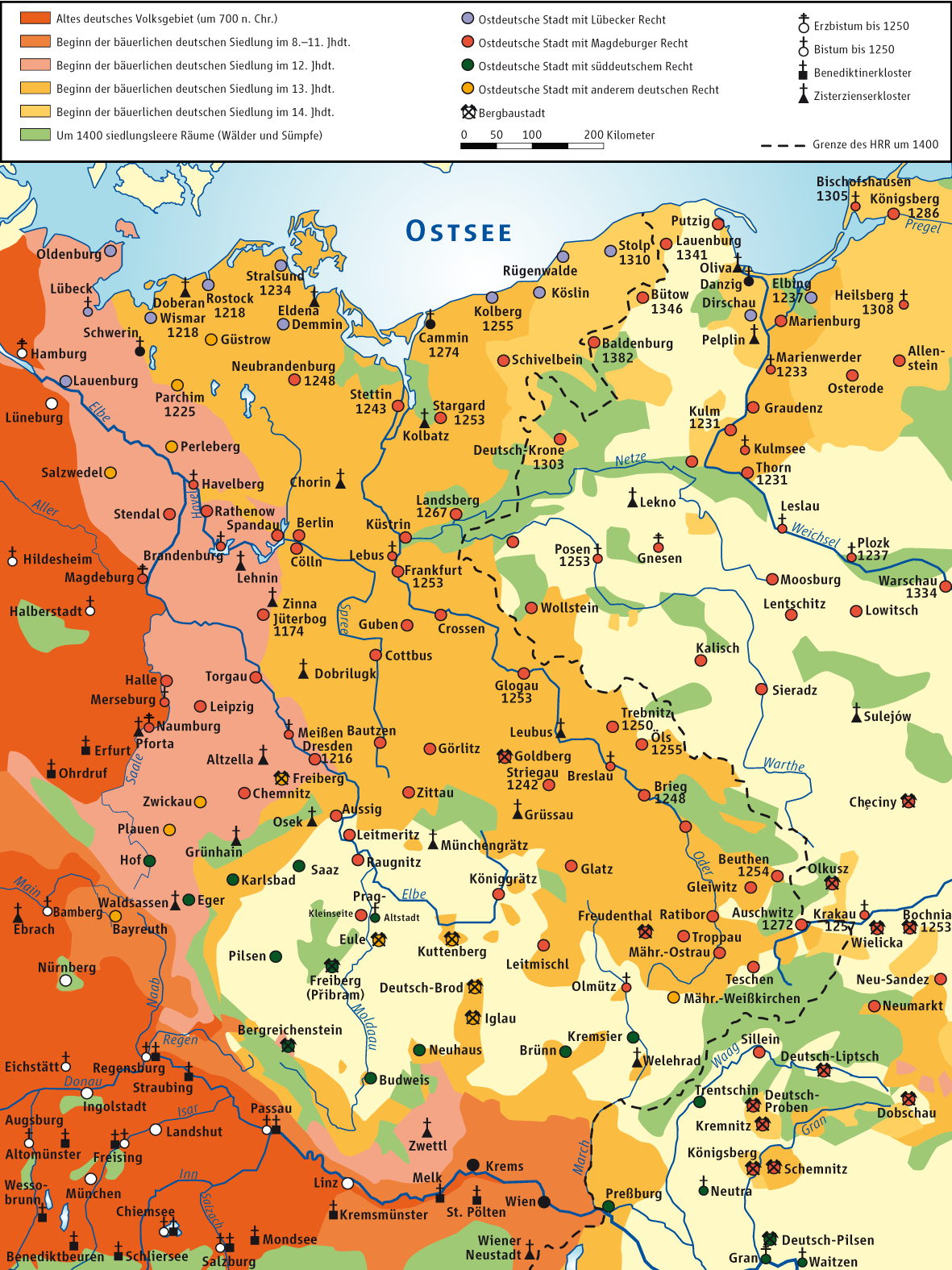
Mappa degli insediamenti tedeschi in Polonia e nelle regioni della Cechia e dell'Elba.

Fu nel Medioevo che avvenne la migrazione verso est dei tedeschi chiamata anche Ostsiedlung. I tedeschi, partendo dalla moderna Germania occidentale e centrale, fondarono insediamenti nelle regioni meno popolate dell'Europa centro-orientale e orientale, precedentemente abitate da balti, romeni, ungheresi e slavi. Il territorio interessato si estendeva all'incirca dalla moderna Estonia alla moderna Slovenia, e verso est in Transilvania (in tedesco Siebenbürgen).
La spinta demografica delle popolazioni germaniche durante l'Alto Medioevo, causando movimenti demografici da Renania, Fiandre e Sassonia, territori del Sacro Romano Impero, si indirizzò verso regioni fra i fiumi Elba e Saale, il Baltico e Polonia, abitati da popoli slavi e baltici. Questi movimenti, sostenuti dalla nobiltà di Germania e Polonia, i re polacchi, duchi e dalle autorità ecclesiastiche medioevali, furono effettuati soprattutto a spese dei gruppi etnici di religione non cristiana dell'area baltica stessa (vedi Crociate del nord).
L'espansione delle popolazioni germaniche verso est fu spesso anche violenta. Inizialmente, i Venedi venivano distrutti o assimilati da una marea di migranti. Nel XII secolo, l'indebolimento dei re polacchi consentì la creazione di marche, di distretti militari di confine, del Brandeburgo e del Meclemburgo..
Il futuro stato nazionale tedesco, la Prussia, affonda le sue radici proprio in questi spostamenti di popolazioni germaniche verso est. Verso la fine del Medio Evo, i Cavalieri Teutonici avevano convertito e posto sotto il proprio controllo la maggior parte delle coste baltiche meridionali, così da formare una frontiera più o meno stabile tra la Prussia ed il regno cattolico della Polonia, per essere poi sconfitti dall'esercito polacco nel 1410 e nel 1466, perdendo i territori a favore della formazione di un feudo polacco. L'Estonia e la Livonia furono successivamente conquistate prima dal Regno di Danimarca, poi dall'Impero svedese ed infine dall'Impero russo.
Nel XIV secolo il processo di colonizzazione subì un arresto a causa della peste, terminando con la sconfitta dei cavalieri teutonici. Inoltre, quasi tutti i territori arabili erano già abitati.
Nel XVIII secolo alcuni autori nazionalisti tedeschi cominciano ad utilizzare il termine Drang nach Osten ("spinta verso l'est") per giustificare l'espansione verso l'Europa orientale, termine poi ripreso diffusamente in ambito geopolitico e nazionalsocialista.

### L'espansione tedesca a est
L'imperatore Lotario di Supplimburgo diede nuovo impulso all'espansione verso est. Intenti missionari e considerazioni politiche indussero l'imperatore a insediare nei territori dell'Est, quali portatori della politica orientale, feudatari tedeschi:
- gli Schauenburg (Adolfo di Schauenburg) nella contea di Holstein (1110);
- i Wettin (Corrado di Wettin) nella Marca di Meißen (1123) e nella Marca di Lusazia (1136);
- gli Ascani (Alberto l'Orso conte di Ballenstedt, dal 1150 margravio del Brandeburgo) nella Marca del Nord (Antica Marca, 1134).

Enrico il Leone sottomise il principe degli Abodriti Pribislavo (1167), costrinse i duchi di Pomerania a riconoscere la sua sovranità, ma perdette i territori dell'Est nel processo (1178-1180) davanti al palatino e al tribunale dei principi.
Dal 1250 ebbe inizio una nuova colonizzazione a est che partì dalle vecchie colonie. Il re Ottocaro II di Boemia fondò nel suo regno più di 60 città tedesche.
Nel XIV secolo finì l'espansione a est a causa della mancanza di uomini per la colonizzazione: la popolazione rurale emigrò nelle città e scomparvero i villaggi.

### Lo sviluppo rurale
La ripresa dell'agricoltura che ebbe inizio nell'XI secolo, per cui in Germania si dissodarono e si bonificarono nuove terre, fu resa possibile dal sistema della rotazione triennale (alternanza di raccolti invernali, raccolti estivi e maggese), diffusosi nelle regioni settentrionali della Francia. Tale sistema comportò un aumento della cerealicoltura e della coltura intensiva rispetto al sistema della rotazione biennale. Si ebbe anche un miglioramento della tecnica agricola, con il perfezionamento dell'aratro e dell'erpice (ora di ferro), l'acquisto per la falce della sua forma attuale, la diffusione del correggiato, la macinazione del frumento con mulini ad acqua (dal XII secolo con mulini a vento). Il cavallo sostituì il bue come animale da tiro. La coltura intensiva delle terre determinò una maggiore offerta di derrate alimentari.
All'aumento delle colture per unità di superficie, si aggiunse un aumento assoluto del totale delle terre coltivate, soprattutto attraverso l'abbattimento delle foreste. L'estensione di questo incremento differì nelle varie regioni: mentre per esempio in Polonia l'area delle terre arabili raddoppiò (passando dal 16% della superficie totale all'inizio dell'XI secolo al 30% nel XVI, con il massimo tasso di crescita registratosi nel XIV secolo), l'area delle terre arabili aumentò da 7 a 20 volte in molte regioni della Slesia durante l'Ostsiedlung.
Come conseguenza, si verificò un eccezionale incremento delle nascite e, in generale, l'aumento di tutta la popolazione: se nel XII secolo la Germania raggiunse il numero di abitanti della Francia, prima molto più popolata, ciò si dovette soprattutto allo sviluppo demografico delle regioni tedesche orientali. Durante il XII e il XIII secolo, la densità di popolazione aumentò, per esempio, da 2 a 20-25 abitanti per chilometro quadrato nella zona dell'attuale Sassonia, da 6 a 14 in Boemia e da 5 a 8,5 in Polonia (30 nella regione di Cracovia). L'aumento fu dovuto dall'afflusso di coloni da un lato, e da un aumento nelle popolazioni indigene dopo la colonizzazione dall'altro: l'insediamento è stato il motivo principale per l'aumento ad esempio nelle aree ad est dell'Oder, nel Ducato di Pomerania, nella Grande Polonia occidentale, nella Slesia, in Austria, in Moravia, Prussia e nella Transilvania (Siebenbürgen), mentre nella maggior parte dell'Europa centrale e orientale fu la popolazione indigena ad essere responsabile della crescita. Al contrario dell'Europa occidentale, questo aumento della popolazione fu in gran parte risparmiato dalla pandemia di peste nera del XIV secolo.
I villaggi si ingrandirono e si infittirono, assumendo la forma di agglomerati compatti; anche le città aumentarono di numero e di estensione e intensificarono la loro vita economica: tra le prime conseguenze della maggiore importanza dei centri urbani, un forte aumento dei prezzi dei prodotti agricoli. Feudatari tedeschi e principi slavi, nonché i nobili locali e l'alto clero, favorirono l'insediamento di coloni tedeschi in Pomerania, Polonia, Slesia, Boemia, Moravia e Meclemburgo, tutte regioni destinate grazie a ciò a un grande sviluppo agricolo. Gli antichi confini orientali vennero largamente oltrepassati: superata la linea Elba-Saale-Šumava, l'emigrazione si spinse in direzione est e nord-est penetrando in profondità.
Larga parte ebbero in questa espansione colonizzatrice gli Ordini religiosi, tra cui agostiniani, premonstratensi e cistercensi. Un ruolo decisivo fu svolto dagli Ordini cavallereschi (soprattutto dai cavalieri dell'Ordine teutonico), con la fondazione di ospedali, istituti di beneficenza ecc. e con l'impianto di un'ordinata amministrazione.

### Lo sviluppo urbano

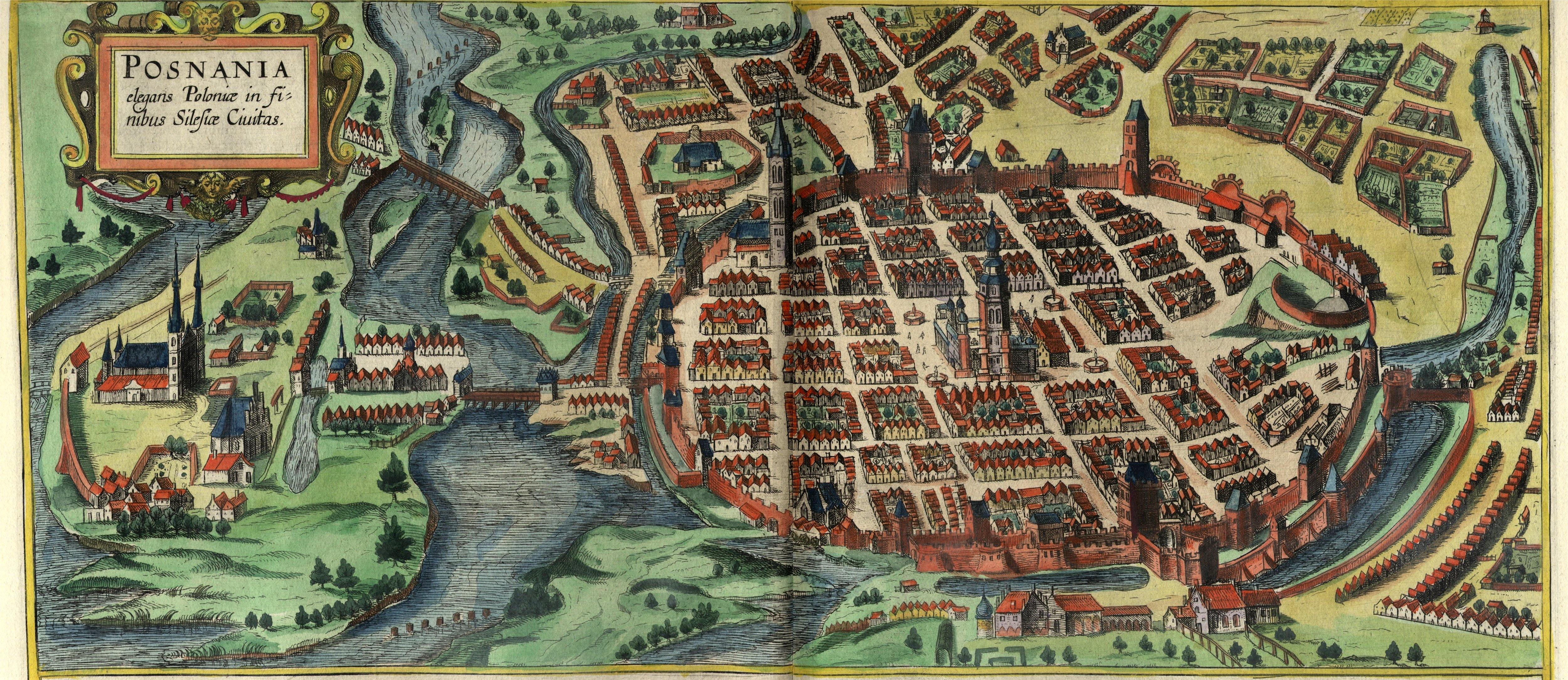
Poznań come esempio di una città dell'Ostsiedlung collegata ad un preesistente castrum (castello con un suburbium). La città dell'Ostsiedlung, con le sue strade perpendicolari, è stata costruita sulla riva del fiume. Il castrum preesistente è situato sull'isola laterale con al centro la cattedrale.
Illustrazione del 1617.

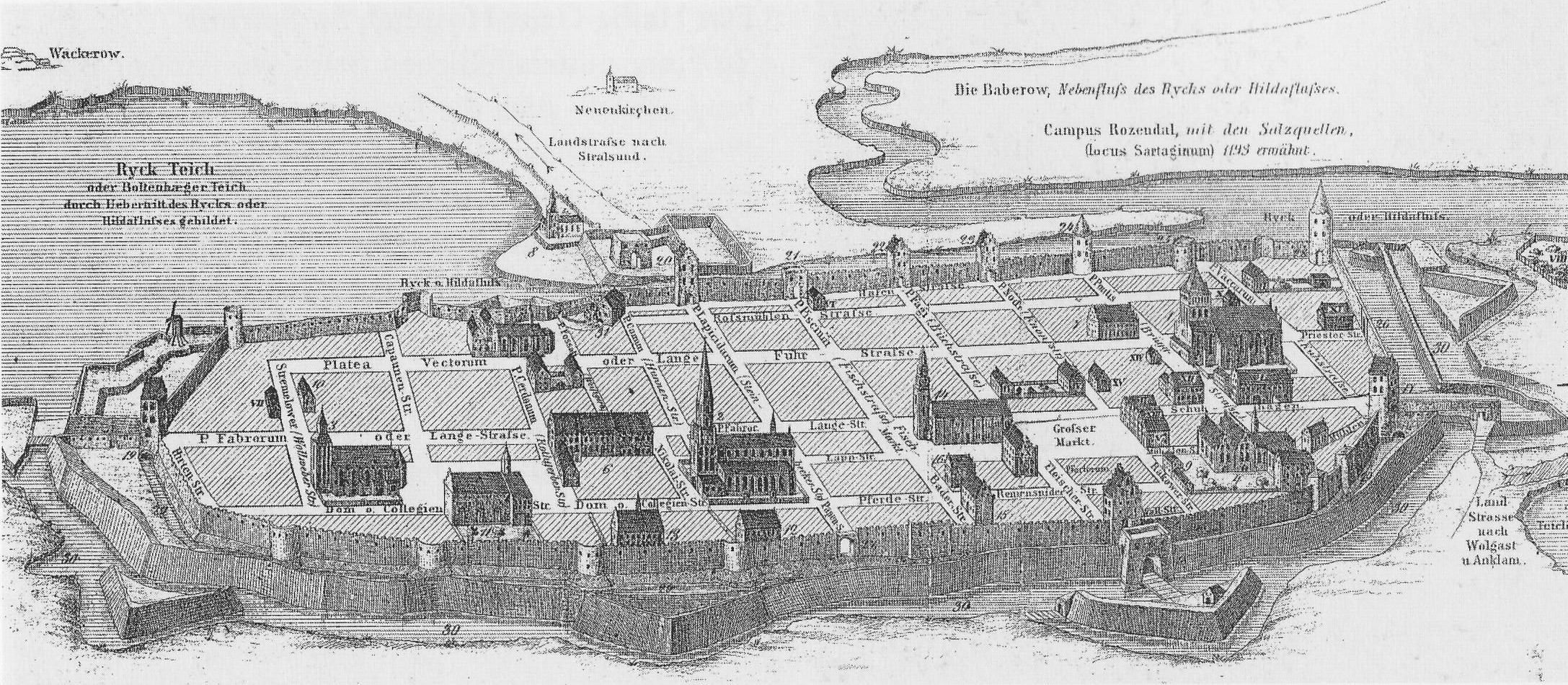
Greifswald, nella Pomerania medievale, come esempio per una città dell'Ostsiedlung costruita in una zona precedentemente non insediata. I Locatori la costruirono a blocchi rettangolari in un'area di forma ovale con un mercato centrale, e organizzarono l'insediamento.

Nelle zone slave, città-insediamento esistevano già prima dell'Ostsiedlung, con aree adibite a mercato per gli artigiani e i commercianti. Di solito il mercato slavo era un'area aperta, con pochi edifici permanentemente abitati e con, dopo la cristianizzazione, una chiesa. Queste aree adibite a mercato erano molto vicine le une alle altre, ma non all'interno dei villaggi o dei castelli fortificati. I Principi locali avevano il monopolio del commercio ed i mercanti stranieri (soprattutto tedeschi ed ebrei, ma anche italiani e altri), che arrivavano al mercato con i loro carri pagavano il Principe proprietario del mercato. Questo sistema era iniziato nel X secolo nella Francia orientale e continuò nelle regioni slave fino all'Ostsiedlung, mentre in Occidente si era già trasformato in un sistema dove il monopolio di alcuni mestieri erano passati alle corporazioni in cambio di una tassa pagata al Principe.
Questo tipo di città venne introdotto nell'est durante l'Ostsiedlung. I governanti locali (Principi e monasteri) concedevano terre e privilegi per aumentare la densità delle città nei loro regni, poiché si pensava con questo di accelerare la crescita economica e la prosperità. Durante la creazione di una città, il reddito del sovrano veniva assicurato dalla vendita dei monopoli ai mercanti. Una volta che la città era stata istituita e iniziava a fiorire, il governatore ricavava nuovo reddito dalle tasse.
Tra le grandi città si ricordano Stettino, che raggiunse i 9.000 abitanti e aveva diversi templi, Cracovia, che fu la capitale della Polonia durante la dinastia Piast, e Breslavia, che era già esistente con un'ampia amministrazione statale e presenza della chiesa. In Polonia le maggiori città come Cracovia, Gniezno, Breslavia e Wolin avevano in media una popolazione di 4.000-5.000 abitanti ciascuna all'inizio del XII secolo. Le teorie precedenti secondo le quali lo sviluppo urbano fu portato in aree quali la Pomerania, il Meclemburgo o in Polonia dai tedeschi durante l'Ostsiedlung vengono ora scartate, e gli studi dimostrano che le città esisteva molto prima dell'arrivo di tutti i coloni tedeschi e dei migranti polacchi e di altre nazionalità.
Le nuove città non sempre venivano costruite vicino ad un preesistente castrum, ma venivano fondate anche in aree precedentemente non insediate. Esempi per le città costruite vicino ad un preesistente castrum sono Brandeburgo sulla Havel, Cracovia, Breslavia e Opole; esempi di città fondate in aree non ancora insediate sono Francoforte sull'Oder, Neubrandenburg, Varsavia e České Budějovice.
I privilegi concessi alle città erano simili, a volte con piccole modifiche, al diritto di Lubecca, al diritto di Magdeburgo, al diritto di Norimberga, e al diritto di Iglau (Jihlava). Oltre alle leggi basilari, esistevano numerose leggi minori.
Molte città iniziarono a curare i propri interessi molto di più di quelli del governatore locale, sino a guadagnare la totale indipendenza economica e militare. Molte di loro si unirono alla Lega Anseatica.

### Lo stanziamento

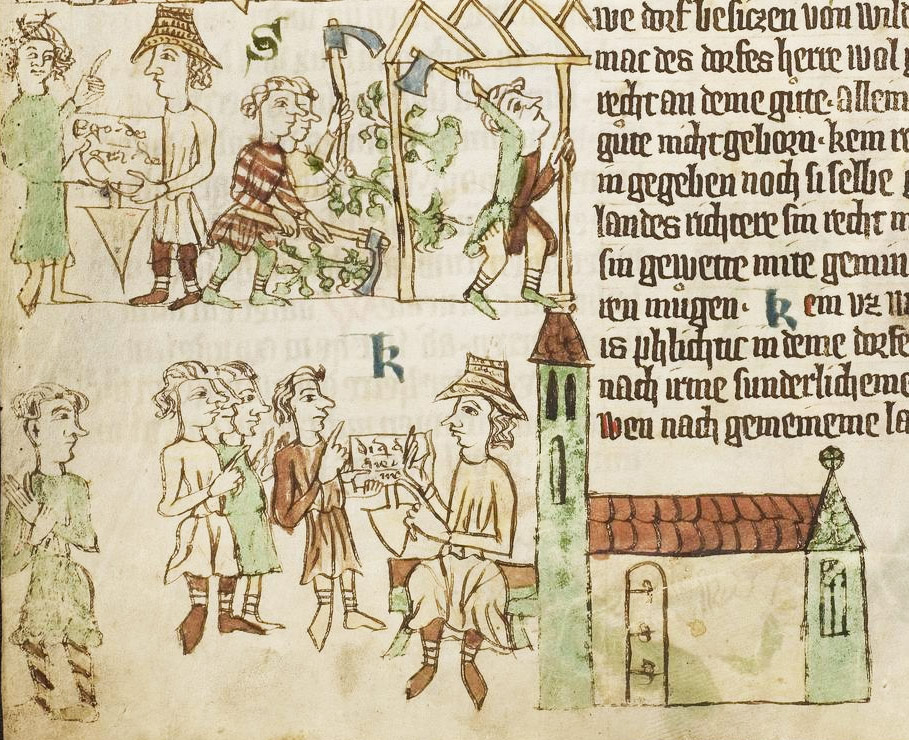
Diritto tedesco applicato nell'Europa orientale.
Lo Sachsenspiegel ("Specchio Sassone") raffigura la Ostsiedlung: il Locator (con un cappello speciale) riceve la carta di fondazione dal signore della terra. I coloni disboscano la foresta e costruiscono le case. Il locatore agisce come giudice nel paese.

Anche se la stragrande maggioranza dei coloni erano considerati "tedeschi", questo termine va preso nel suo significato medievale, così che oggi la maggioranza dei coloni non sarebbero più considerati "tedeschi" ma austriaci, olandesi e fiamminghi. In misura minore, i coloni furono anche Danesi, Scozzesi o Venedi locali.
I coloni migrarono da ovest ad est; a sud-est erano quasi sempre tedeschi del sud (Bavari, Svevi), mentre nel nord-est si insediarono prevalentemente Fiamminghi, Olandesi e Sassoni.
Lo stanziamento avvenne:
- in comunità rurali (grandi villaggi lungo strade di traffico o in zone prative e boschive), con appezzamenti eguali per tutti i coloni, distribuiti in blocchi o fasce (il manso francone pari a 24 ettari, o il manso fiammingo pari a 16,8 ettari venne assunto come unità di misura).

L'insediamento avveniva tramite un imprenditore (locator) che otteneva in cambio del suo lavoro la carica ereditaria di capo del villaggio da lui fondato.
Ogni villaggio aveva una chiesa propria con annesso «beneficio» (1-4 mansi). Come compenso per aver abbandonato il loro Paese e per il duro lavoro di colonizzazione, i coloni ottenevano una migliore posizione sociale: trasmissione dei beni in eredità, ma contro pagamento di un canone in denaro o in frumento; diritto di trasmettere l'eredità indivisa.
La sostituzione dell'economia estensiva a rotazione biennale (alternanza di coltura e maggese, o pascolo, e quindi prevalente allevamento del bestiame) con l'economia a rotazione triennale portò a un'estensione della superficie coltivabile e a un incremento del raccolto.
- in città appositamente costruite dai principi slavi (amministrazione e giurisdizione autonome, diritto di fortificazione), con una struttura regolare a scacchiera e al centro la piazza del mercato. Sotto il reggimento di balivi esse divennero centri economici, culturali e religiosi oltreché avamposti per il commercio con Paesi lontani. Concessione del «diritto tedesco» (diritto del Magdeburgo: raccolta di consuetudini civiche e deliberazioni emesse dal collegio degli scabini. Da essa derivano il diritto di Lubecca e i diritti sud-tedeschi);
- in comunità rurali e urbane slave già esistenti, in cui o i coloni vivevano secondo il loro proprio diritto, oppure il diritto tedesco veniva esteso anche ai coloni non tedeschi;
- secondo il diritto tedesco ma con coloni slavi, per esempio in Polonia orientale, in Lituania, in Ucraina, nella Russia Bianca, dove vennero adottate le norme tedesche, ma con notevoli alterazioni.

Oltre alle Marche che erano adiacenti all'Impero, l'insediamento tedesco si verificò anche nelle zone più lontane, come i Carpazi, la Transilvania, e lungo il golfo di Riga. L'influenza culturale e linguistica tedesca, in alcune di queste regioni, è durata fino ad oggi. I governanti di Ungheria, Boemia, Slesia, Pomerania, Meclemburgo e della Polonia incoraggiarono l'insediamento tedesco per promuovere lo sviluppo delle porzioni meno popolate, e invitarono le popolazioni motivate che volevano coltivarle. I Sassoni di Transilvania ed i Tedeschi del Baltico furono tra quelli che si organizzarono corporativamente ed ottennero privilegi.

### Conseguenze
L'espansione a est ebbe come conseguenza una pacifica penetrazione culturale nelle regioni orientali: la popolazione slava non venne assoggettata o sterminata (secondo le esortazioni di Bernardo di Chiaravalle). Si ebbe pertanto una coesistenza di Slavi e tedeschi, ma con la germanizzazione di vasti territori tra l'Elba-Saale e l'Oder.
Aumentò inoltre la popolazione: la produzione alimentare quintuplicò.
Il commercio, che fino al XII secolo era esercitato da Slavi e Scandinavi (Haithabu-Schleswig), passò gradatamente nelle mani dei tedeschi che disponevano di navi a vela più veloci e di maggior capienza. Da Lubecca (città libera dal 1226) le Compagnie commerciali estesero i loro traffici fino al Mare del Nord.
Vennero infine introdotte forme politiche, economiche e giuridiche occidentali.

## L'assimilazione
La colonizzazione fu il pretesto per il processo di assimilazione, che andò avanti per secoli. L'assimilazione si verificò da entrambi i lati: a seconda della regione, sia i tedeschi che popolazione locale sono stati assimilati.

### Assimilazione dei tedeschi

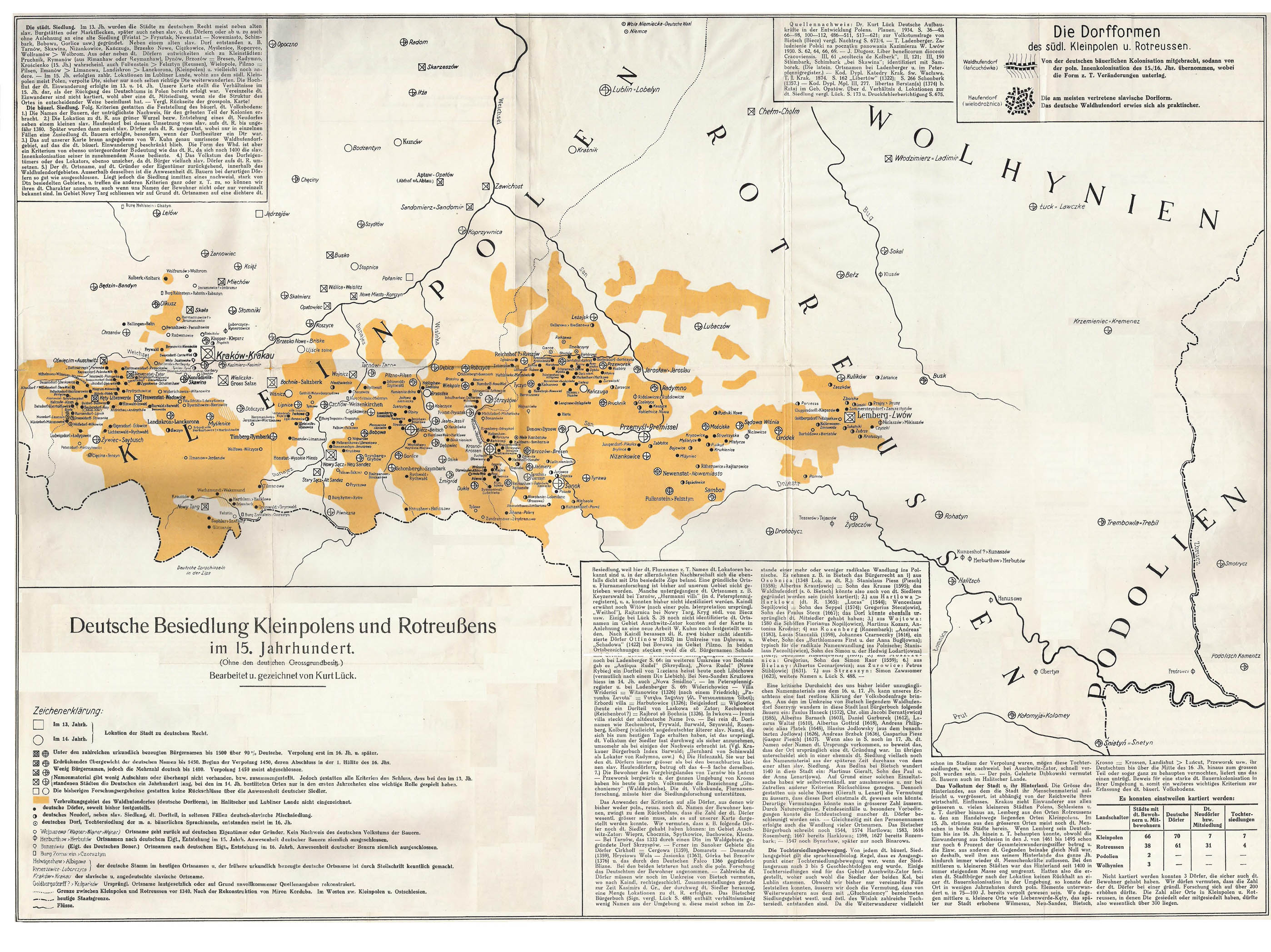
Tedeschi dei Carpazi Meridionali (in tedesco Karpatenvorland), zona della Piccola Polonia (in tedesco Kleinpolen, in polacco Małopolska) nel XV secolo.

Il processo di polonizzazione dei tedeschi, che dal XIII secolo si stabilirono in città polacche come Cracovia e Poznań durò circa due secoli. I Sorbi, nel corso del tempo, assimilarono i coloni tedeschi, ma altri pochi Sorbi furono assimilati dai tedeschi circostanti. Molte città dell'odierna Germania orientale europeo furono un finto crogiolo multietnico.

### Assimilazione dei Venedi
Anche se in molte zone la densità di popolazione slava non era molto elevata rispetto a quella dell'Impero ed era ulteriormente diminuita durante le guerre dal X al XII secolo, alcune aree erano ancora popolate esclusivamente dai Venedi.
Ci furono anche casi in cui i Venedi furono cacciati, al fine di ricostruire il villaggio con i coloni. In questi casi il nuovo villaggio avrebbe comunque mantenuto il suo vecchio nome slavo. Ad esempio, nel caso del villaggio di Böbelin nel Meclemburgo è documentato che i precedenti abitanti venedi invasero ripetutamente il loro ex paese per ostacolare il reinsediamento.
Eppure la discriminazione dei Venedi non deve essere scambiata con il concetto generale di Ostsiedlung. Piuttosto, i Venedi locali erano soggetti ad un diverso livello di tassazione e quindi non più proficuo per i nuovi coloni. I Venedi parteciparono anche allo sviluppo del territorio da parte di coloni tedeschi ed i nuovi coloni non furono attratti per la loro appartenenza etnica, un concetto ben conosciuto nel Medioevo, ma per la loro manodopera e l'esperienza tecnica nel campo dell'agricoltura. Anche se la maggioranza dei coloni erano tedeschi (Franchi e Bavari nel Sud, Sassoni e Fiamminghi nel Nord), anche i Venedi e altri parteciparono all'insediamento.
Nel tempo, i Venedi furono in gran parte gradualmente germanizzati. Tuttavia, in zone rurali isolate, dove i Venedi erano una parte considerevole della popolazione, continuarono ad usare la lingua slava e conservarono gli elementi della cultura locale veneda nonostante un forte afflusso tedesco. Questi erano i Polabi della Landa di Luneburgo (bassa Sassonia), gli Slovinzi e i Casciubi della Pomerania Orientale ed i Sorabi della Lusazia.

### Toponimi
Nei casi in cui i tedeschi si stabilivano e ampliavano un insediamento slavo già esistente, mantenevano il nome slavo, o lo traducevano, o lo rinominavano o gli assegnavano un nome misto tedesco-slavo. Nella maggior parte dei casi venne mantenuto il nome slavo. A volte i Venedi continuarono a vivere in una piccola parte distinta del villaggio, la Kiez.
Quando i tedeschi fondavano un villaggio nei pressi di un insediamento slavo, il nuovo insediamento prendeva il nome dal vicino insediamento slavo e raramente veniva assegnato un nuovo nome. La colonia tedesca e quella slava si distinguevano per gli attributi Deutsch- per quella tedesca e Wendisch- per quella slava, o Klein- (piccolo) per il vecchio villaggio e Groß- (grande) per il nuovo.
Se il villaggio tedesco veniva fondato senza alcun insediamento slavo nelle vicinanze, il nome poteva essere sia tedesco, o il toponimo slavo della zona, o misto.
Nei casi in cui furono introdotti nomi tedeschi, di solito terminavano con -dorf o -hagen nel nord o -rode e -hain nel sud. Spesso erano il nome del Lokator della regione da cui provenivano i coloni a dare il nome al villaggio.
Visto che i nomi slavi vennero utilizzati per insediamenti di nuova costituzione o per l'ampliamento di precedenti, un gran numero (in molte zone anche la maggioranza) di città e villaggi nella Germania orientale e nei territori orientali dell'antico Impero Tedesco hanno nomi con radici slave. I più evidenti sono i nomi che terminano con -ow, -witz e -in, ad esempio Berlin. In caso di territori orientali della Germania passati alla Polonia dopo il 1945, questi nomi sono stati polonizzati o sostituiti da nuovi nomi polacchi o russi.
Poiché in Germania i cognomi vennero utilizzati soltanto dopo l'inizio dell'Ostsiedlung, molti cognomi tedeschi derivano dal villaggio o dalla città natale di un antenato, e molti cognomi sono infatti toponimi Venedi germanizzati.

## Marche e regioni interessate dall'Ostsiedlung

### Marca Sassone Esterna
La Marca Sassone Esterna (Nordalbingia), occupava il territorio compreso tra Hedeby e la fortezza danese Danevirke a nord e il fiume Eider a sud; era parte dell'Impero durante il regno di Carlo Magno. Il confine è stato successivamente fissato al fiume Eider.

### Marca orientale sassone
Mentre i Franchi nel IX secolo avevano già stabilito la Marca Sorabica ad est del fiume Saale, il re Ottone I designò una zona molto più vasta della Marca Orientale Sassone nel 937, che comprendeva all'incirca il territorio tra i fiumi Elba, Oder e Peene. Prendendo il nome dal Margravio Gero I, è indicata anche come Marca Geronis. Alla morte di Gero I, avvenuta 965, venne divisa in piccoli distretti: la Marca del Nord, la Marca della Lusazia, la Marca di Meißen e la Marca di Zeitz.
Nella Marca si erano insediate diverse tribù slave occidentali, le più importanti delle quali erano gli Slavi Polabi nel nord e gli Slavi Sorabi nel sud.

### Marca dei Billunghi e la Marca del Nord

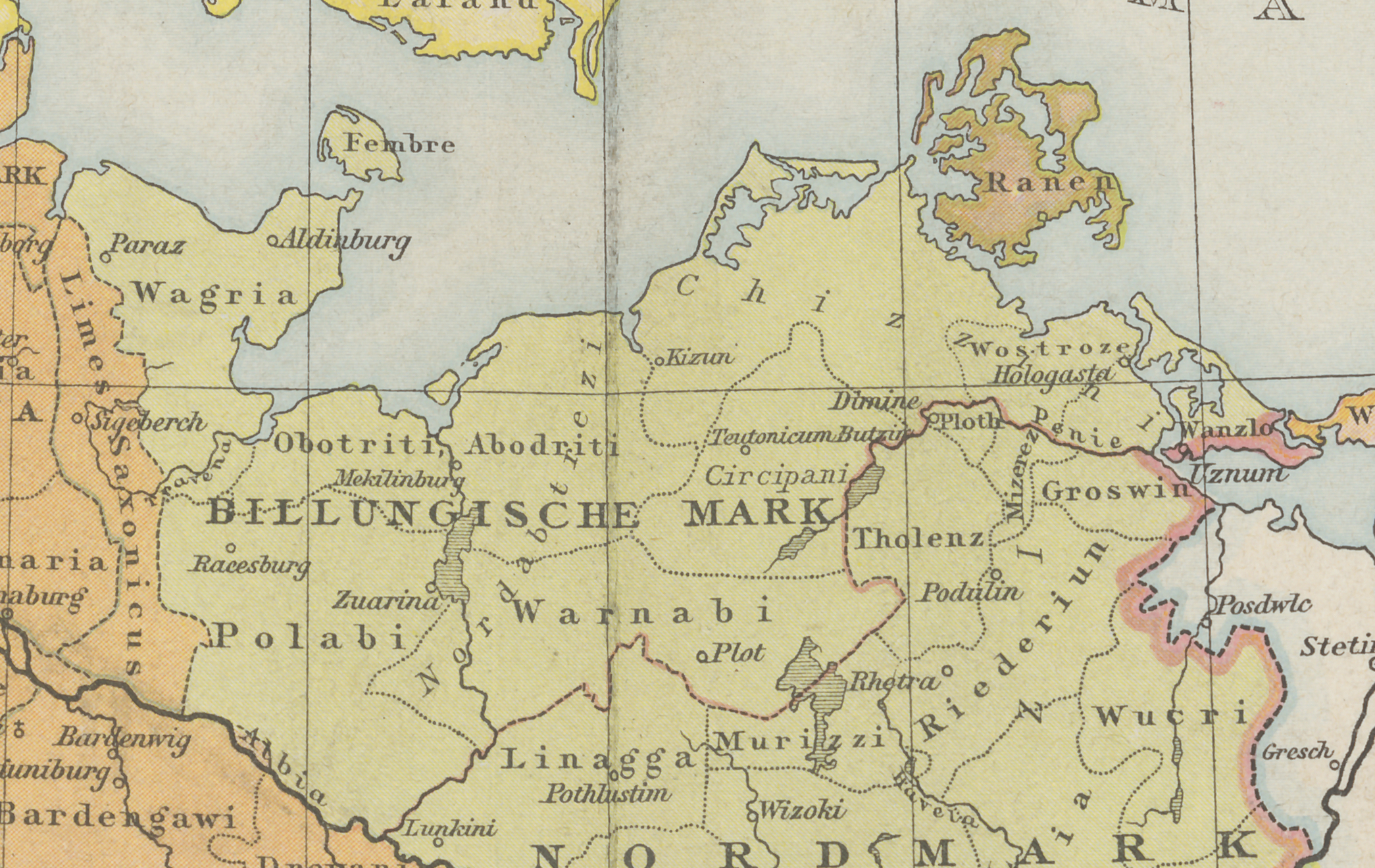
La Marca dei Billunghi, zona di origine dei Wagri, Obodriti, Rani e Pomerani, verso l'anno 1000.

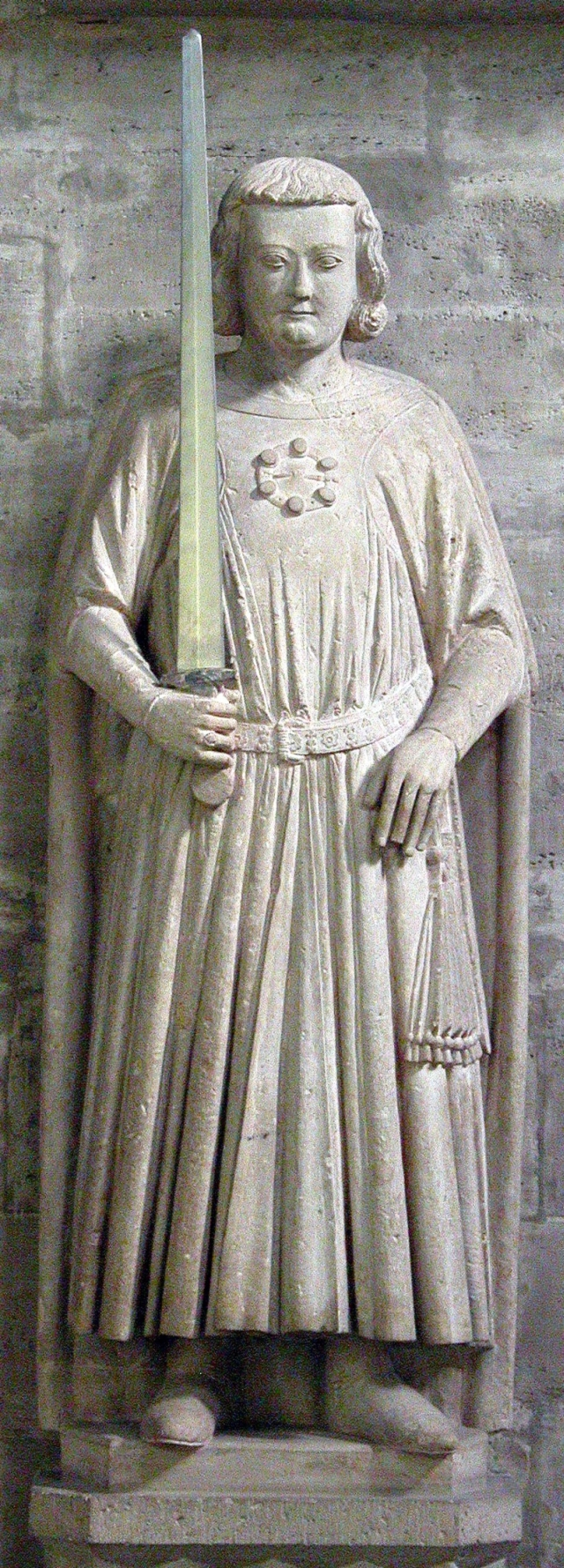
Statua di Enrico il Leone (duomo di Braunschweig).

La Marca dei Billunghi fu costituita contemporaneamente alla Marca Orientale dal Re sassone Ottone I nel 936. Comprendeva le aree a sud del Mar Baltico non incluse nella Marca Orientale ed era sotto il governo di Hermann Billung.
La zona era abitata dagli Obodriti ad occidente, dai Rani nel nord-est e dalla tribù Slava dei Polabi nel sud est.
A causa della grande rivolta slava del 983, la Marca dei Billunghi e la marca del Nord furono perse dall'Impero, ad eccezione di una piccola area occidentale. Nella breve esistenza di queste Marche non venne stabilito nessun insediamento sassone di particolare importanza.
Furono compiuti vari sforzi per ristabilire la legge sassone in questi territori, i più importanti dei quali furono l'incursione a Rethra nel 1068 e la crociata contro i Venedi nel 1147. Inoltre, ci furono diverse campagne militari dei Piast (Polonia) e della Danimarca rispettivamente nella parte orientale e settentrionale del territorio. Fino alla sconfitta finale degli Slavi, avvenuta nel XII secolo, non ebbe luogo alcuna Ostsiedlung.
La Marca del Nord venne in parte ristabilita come Marca del Brandeburgo nel corso dei secoli successivi.
Nella battaglia di Verchen del 1164 l'ultimo esercito degli Obodriti fu sconfitto dal duca sassone Enrico il Leone e nel 1168 i Rani furono sconfitti dai Danesi. Il Meclemburgo, la Pomerania e Rügen ormai erano sotto la sovranità danese e tedesca, come feudi governati da dinastie locali di origine slava. Questi duchi chiamarono insieme signori e coloni tedeschi, adottarono la legge tedesca e la lingua basso-tedesca. Questa è anche chiamata la "Seconda Ostsiedlung", a causa dell'intervallo di circa due secoli dalla precedente.

### Meclemburgo, Principato di Rügen e Pomerania
Dopo la sconfitta di Enrico il Leone, il Meclemburgo e la Pomerania vennero trasformati da feudi sassoni in parti dirette del Sacro Romano Impero dall'Imperatore Federico I Barbarossa, mentre il ducato di Rügen era ancora danese. Nel corso del successivo mezzo secolo, l'Impero e la Danimarca lottarono per la sovranità su Meclemburgo, Rügen e Pomerania; la maggior parte di questi territori finì alla Danimarca. Inoltre, i piccoli nobili locali utilizzarono le truppe per ampliare i loro territori. Quando la Danimarca perse nella battaglia di Bornhoved nel 1227, il Meclemburgo, la Pomerania e le aree circostanti tornarono nuovamente ad essere controllate dal Sacro Romano Impero.
Nonostante i conflitti di frontiera in corso tra i duchi di Pomerania, Meclemburgo, Rügen e Brandeburgo, il numero di coloni tedeschi aumentò rapidamente. Villaggi e fattorie già esistenti ma disabitati vennero nuovamente reinsediati e vennero fondati nuovi villaggi, soprattutto trasformando i vasti boschi in terreno coltivabile. Grandi e nuove città tedesche sostituirono i castelli slavi, o ne vennero fondate di nuove in zone prima deserte.
Furono attratti Tedeschi, specialmente Sassoni, da una bassa tassazione, o dai terreni a buon mercato e dai privilegi. Gli insediamenti furono organizzati da locatori che avevano avuto dai duchi l'incarico di pianificarli ed insediarli, e a loro volta, furono privilegiati ancor più dei coloni che avevano richiamato.
L'adozione delle leggi e della cultura tedesca e il grande numero di coloni, nonché la sostituzione dei signori slavi, determinò un'organizzazione completamente nuova nella gestione degli insediamenti e dell'agricoltura.
La popolazione slava locale partecipò solo in parte, e la maggior parte si stabilì in separati "villaggi Venedi", "strade Venede" o "quartieri Venedi".
La maggior parte del Meclemburgo e della Pomerania Occidentale (Vorpommern), la parte settentrionale della Pomerania Orientale (Hinterpommern) e la parte continentale del ducato di Rügen furono insediate dai tedeschi nel XII e XIII secolo, le altre regioni di Rügen e della Pomerania Orientale furono insediate circa un secolo dopo. In alcune enclavi, soprattutto in nella Pomerania Orientale, ci fu un minore afflusso di coloni tedeschi, e quindi persistevano minoranze slave, come i Casciubi.
In Pomerania l'afflusso di coloni si verificò dal 1220 al 1240, su chiamata dei duchi di Pomerania Wartislaw III e Barnim I, così come del vescovo di Cammin Herrmann von der Gleichen. Nello stesso periodo, l'insediamento massiccio cominciò nella parte continentale del Principato di Rügen, mentre l'isola di Rügen fu insediata solamente nel 1300.
Hohenkrug, vicino a Stettino, fu il primo paese registrato in modo chiaro come tedesco (villa teutonicorum) nel 1173. Allo stesso tempo ci sono notizie di tedeschi nella corte ducale. Insediamenti nei centri urbani è probabile che si siano verificati anche prima del 1150; la comunità tedesca di Stettino aveva una propria chiesa (San Giacomo), eretta nel 1187.
Nel Meclemburgo Orientale, i primi coloni, provenienti dall'Holstein e da Dithmarschen, arrivarono sull'isola di Poel. Dal 1220, l'Ostsiedlung fu coordinata dai cavalieri tedeschi, piuttosto che dal duca slavo. L'insediamento tedesco, nel suo primo periodo, si incentrò sulla regione costiera con i suoi boschi e pochi grandi insediamenti slavi. Specialmente verso sud-est del Meclemburgo, gli insediamenti furono stabiliti non solo da basso-tedeschi, ma anche da locatori slavi. Qui, gli slavi locali vennero fortemente coinvolti nel processo di insediamento, quando i tedeschi cominciarono a muoversi dalla seconda metà del XIII secolo. I coloni erano originari delle zone ad ovest del Meclemburgo (Holstein, Frisia, Bassa Sassonia, Vestfalia), fatta eccezione per le terre intorno a Burg Stargard, che dal 1236 faceva parte del Margraviato di Brandeburgo e venne insediata da tedeschi provenienti dalla regione Brandenburgiana di Altmark.

### Marca del Brandeburgo
Ai tempi di Alberto I di Brandeburgo (1134-1170), la Marca del Nord si estendeva dal territorio degli Ascanidi (Anhalt) sino al Margraviato del Brandeburgo e quindi divenne parte dell'Impero.
Nel 1147, Enrico il Leone conquistò la Marca dei Billunghi, poi il Meclemburgo e nel 1164 la Pomerania, che si trovava più a est del Mar Baltico. Nel 1181, Meclemburgo e Pomerania divennero ufficialmente parti del Sacro Romano Impero tedesco.
Dopo la battaglia di Bornhöved del 1227, il Brandeburgo si assicurò la Pomerania. La presa di potere fu confermata da Federico II che assegnò il feudo della Pomerania al margravio del Brandeburgo.

### Polonia

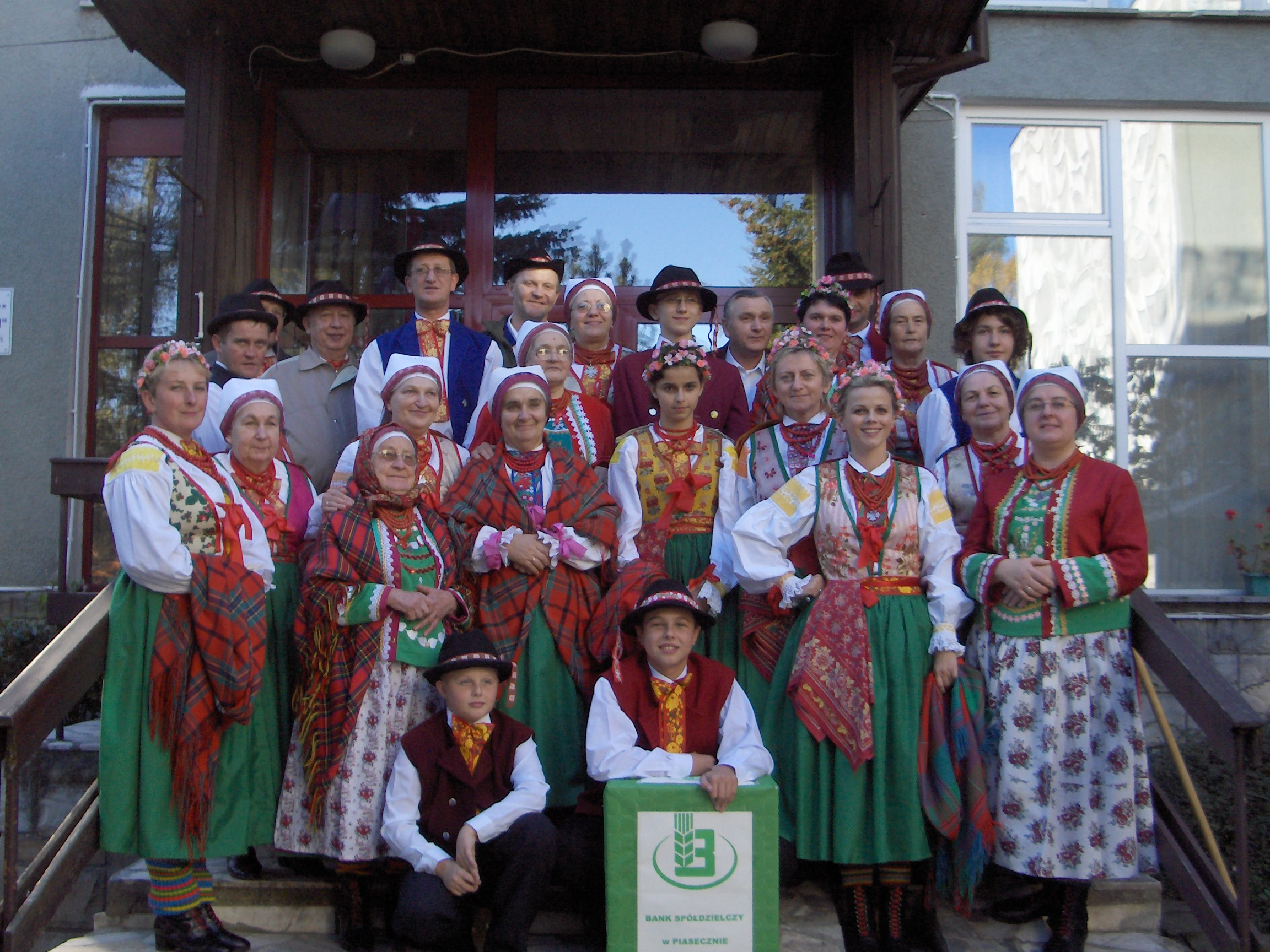
Vilamoviani (in tedesco Wilmesauer), abitanti della città polacca di Wilamowice.

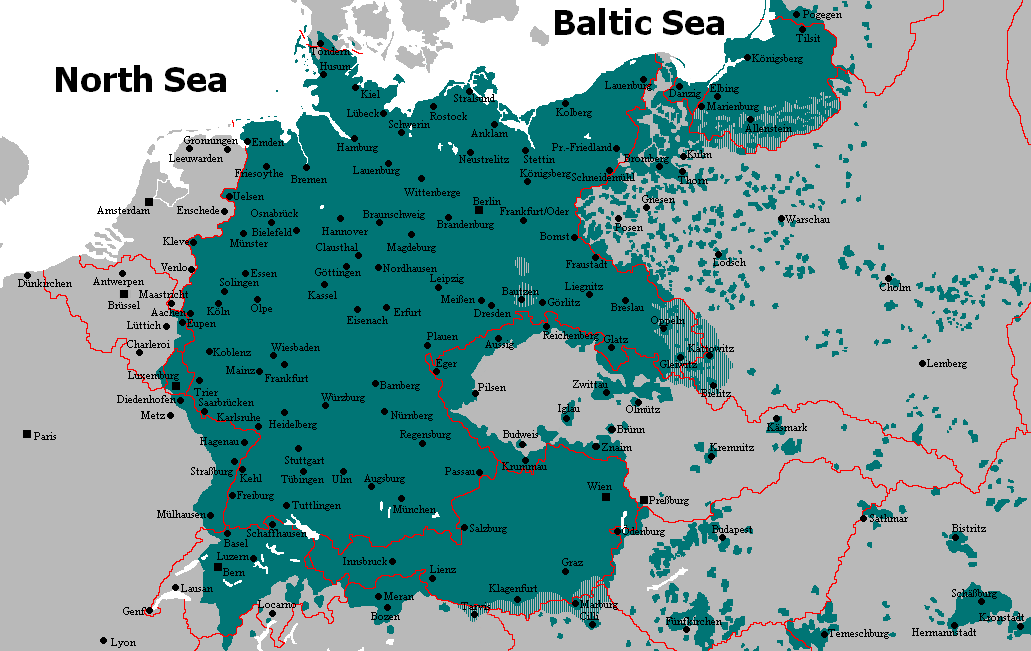
Diffusione della lingua e del gruppo etnico tedesco in Europa nel 1929.

Dal XII secolo coloni e mercanti tedeschi risposero alla chiamata dei signori polacchi che invitavano i monaci a cristianizzare il territorio della successiva Prima Repubblica Polacca. Colonie tedesche sorsero nei territori delimitati dai fiumi Vistola e Warta.
Nei secoli XVI e XVII, i coloni provenienti dai Paesi Bassi e dalla Frisia, spesso di fede mennonita, fondarono villaggi nella Prussia Reale, lungo il fiume Vistola ed i suoi affluenti, in Cuiavia, Masovia e Grande Polonia. La legge in base alle quali questi villaggi erano organizzati era il diritto olandese o Olęder, per cui i villaggi vennero chiamati Holendry o Olędry. Gli abitanti di questi villaggi venivano chiamati Olędrzy, indipendentemente dalla loro etnia. In effetti, la stragrande maggioranza dei villaggi Olęder in Polonia erano insediati dai tedeschi etnici, di solito luterani, che parlavano un antico dialetto tedesco chiamato Plautdietsch.
Contemporaneamente alla metamorfosi dello Stato polacco e della sua sovranità, avvenne un impoverimento economico e sociale del paese. Perseguitati dalla guerra civile e dalle invasioni straniere, come quella dei Mongoli nel 1241, i piccoli principati si indebolirono e si spopolarono. I redditi dei Principi cominciarono a diminuire sostanzialmente. Ciò portò ad adottare misure per incoraggiare l'immigrazione da paesi stranieri. Un gran numero di contadini tedeschi, che durante l'interregno seguito alla morte dell'Imperatore Federico II avevano sofferto per l'oppressione dei loro signori, furono indotti a stabilirsi in Polonia, con condizioni molto favorevoli. L'immigrazione tedesca in Polonia era iniziata spontaneamente in un periodo precedente, verso la fine dell'XI secolo, a causa della sovrappopolazione nelle province centrali dell'Impero. Ora il movimento migratorio si intensificava.
I nuovi insediamenti tedeschi in Polonia sorsero lungo l'ampia fascia che era stata devastata dai Mongoli nel 1241: un lembo di terra che comprendeva la Galizia e la Slesia Meridionale. Prima dell'invasione mongola queste due province erano fortemente consolidate e altamente sviluppate. Attraversate dalle strade commerciali per l'Oriente ed il Levante, per il Baltico e l'ovest dell'Europa. Cracovia e Breslavia erano grandi e prospere città. Alcuni storici, soprattutto quelli che sottolineano l'importanza degli insediamenti tedeschi, sostengono che, dopo la ritirata dei mongoli, il paese era in rovina e la popolazione era fuggita o era stata sterminata. Lo storico tedesco Walter de Gruyter ha affermato che la maggioranza dei cittadini delle città polacche e boeme era di origine tedesca. Altri minimizzano l'effetto della colonizzazione tedesca, sottolineando che la distruzione mongola era limitata principalmente alla Piccola Polonia. In realtà molti polacchi fuggirono a nord e contribuirono a colonizzare le zone scarsamente abitate e le foreste a est della Vistola in Masovia.
Sulla scia dei mongoli che si allontanavano, arrivavano i tedeschi. Ai nuovi coloni fu risparmiato il duro lavoro dei pionieri, visto che il suolo che andavano ad occupare era stato usato per secoli come terreno seminativo. Non ci fu alcun bisogno di disboscamento o di colonizzare un deserto. In poche parole, i tedeschi erano stati invitati ad insediare territori che erano già stato abitati.
Come in Boemia, la maggioranza dei cittadini delle città polacche erano inizialmente tedeschi. Nel 1257 il decreto di fondazione di Cracovia, rilasciato da Boleslao V il Casto, era alquanto insolito, visto che escludeva esplicitamente la popolazione locale.
Spesso le città dell'Ostsiedlung erano fondate in prossimità di una fortezza preesistente, come è avvenuto per esempio con Poznań e Cracovia.

#### Pomerelia
In Pomerelia, l'Ostsiedlung è stata avviata dai duchi Pomereliani e si incentrò sulle città, mentre la gran parte della campagna rimase slava (Casciubi). Un'eccezione erano gli insediamenti tedeschi del delta della Vistola (i tedeschi della Vistola), delle regioni costiere e della valle della Vistola.
Mestwin II di Pomerelia nel 1271 definì gli abitanti della città di Danzica come "burgensibus theutonicis fidelibus" (fedeli borghesi tedeschi).
I coloni provenivano da zone come Holstein, Paesi Bassi, Fiandre, Bassa Sassonia, Vestfalia e Meclemburgo, ma alcuni anche dalla Turingia.

#### Slesia
Nel XII secolo la Slesia diventò un'area di destinazione per i tedeschi cattolici nella colonizzazione dell'est. La colonizzazione venne avviata da Enrico I Piast, duca della Slesia.
A seguito delle numerose divisioni di eredità da parte della dinastia dei Piast, dal Ducato di Slesia si staccò l'Alta Slesia (Ducato di Ratibor), delimitata a sinistra dal fiume Oder e a destra dal fiume Stober.
Dall'inizio del XIV secolo, la dinastia polacco-slesiana dei Piast (Ladislao di Opole), richiamò coloni tedeschi sul territorio, che nei decenni successivi fondarono più di 150 città e villaggi sulla base della legge tedesca delle città, in particolare secondo la legge di Magdeburgo. Stime suggeriscono che nel 1300 nella Slesia vi erano circa 175.000 tedeschi. Il centro di attrazione dei coloni tedeschi fu soprattutto la città di Breslavia, che era stata fondata intorno al 1000 e che aveva goduto dei diritti di città tedesca dal 1250 circa; già nel XIV secolo aveva 20.000 abitanti, il che la rendeva, a quel tempo, una città di livello europeo. I tedeschi, insieme agli ebrei Aschenaziti provenienti dalla Renania, formarono anche una grande parte della popolazione della città di Cracovia.

### Europa centro-orientale e sud-orientale

#### Transilvania

In grigio, i territori con presenza di ceppi germanici in Transilvania nel 1918: la scritta blu indica i Sassoni, quella viola gli Svevi del Banato e di Sathmar

Territori tradizionali tedeschi (Sassoni o Svevi) nel Banato e in Transilvania.

La colonizzazione della Transilvania (in tedesco Siebenbürgen) da parte dei Tedeschi ebbe inizio dai tempi del re d'Ungheria Géza II (1141-1162). Nel 1141, poche migliaia di coloni tedeschi e fiamminghi giunsero nel territorio su invito della dinastia ungherese degli Arpadi.
Nel XII e nel XIII secolo, le aree del sud e nel nord-est furono occupate da coloni di origine germanica, i Sassoni. Probabilmente solo pochi erano veramente venuti dalla Sassonia. 
Siebenbürgen, il nome tedesco per Transilvania, deriva dalle sette città fortificate principali dei cosiddetti Sassoni di Transilvania (Siebenbürger Sachsen). Per decenni la principale occupazione dei coloni tedeschi fu quella di difendere i confini sud-orientali del regno d'Ungheria. Il re ungherese Andrea II nel 1224 decretò che i coloni tedeschi avrebbero conservato per sempre i privilegi che erano stati loro concessi quando si stabilirono: la libertà fiscale, la libertà di movimento, libertà di scelta dei giudici e dei sacerdoti, ecc.
La colonizzazione continuò fino al XIII secolo.
L'influenza sassone diventò più marcata quando, ai primi del XIII secolo il re Andrea II d'Ungheria fece appello ai Cavalieri dell'Ordine Teutonico per difendere il Burzenland (sud-est della Transilvania nei pressi di Brașov) dalla popolazione nomade e pagana dei Cumani, i quali furono seguiti dai Mongoli nel 1241. I Cumani si convertirono al cristianesimo e dopo essere stati sconfitti dai Mongoli, cercarono rifugio in Transilvania. Elisabetta, una principessa cumana, sposò Stefano V d'Ungheria nel 1254.
L'Ordine dei Cavalieri Teutonici effettuò la colonizzazione dal 1211 al 1225, in particolare nel Burzenland. L'Ordine istituì uno stato indipendente e iniziò un'intensa attività di colonizzazione ed evangelizzazione, ma nel 1225 Andrea II, impaurito dalla nascita di uno stato entro il suo regno, scaccio l'ordine dall'Ungheria.
Sebbene i colonizzatori venissero principalmente dalla parte occidentale dal Sacro romano impero e generalmente parlassero dialetti franconi, sono conosciuti come Sassoni a causa dei tedeschi che lavoravano per la cancelleria ungherese. Per molta della loro storia, i Sassoni di Transilvania furono in una condizione privilegiata rispetto agli Ungheresi e ai Siculi di Transilvania.
Nel 1486, la "Nazione Universale Sassone", come l'insieme dei "Sassoni" venivano chiamati in Transilvania, venne stata riconosciuta dal re ungherese Mattia Corvino come la terza nazione dello stato della Transilvania.
All'inizio del XVIII secolo incominciò l'insediamento programmatico di coloni tedeschi provenienti dalla Svevia superiore, ma non come di solito guidato dallo Stato, bensì per merito della dinastia dei magnati locali Károlyi.
Dopo la pace di Satu Mare (1711), con la quale finì la rivolta ungherese dei Kurucok, il conte Sándor Károlyi, proprietario dell'area di Satu Mare, presentò nel 1712 una richiesta alla Cancelleria della Corte di Vienna per insediare questo territorio spopolato con agricoltori tedeschi. La domanda fu accettata e così ebbe inizio l'insediamento dei villaggio che sarebbe durato più di un secolo.
I primi coloni arrivarono nella zona di Carei e Satu Mare già nel luglio del 1712. Al tempo di Sándor Károlyi si insediarono quasi 600 famiglie nel distretto di Satu Mare.
Secondo i censimenti del 1880 e del 1890 i tedeschi costituivano il 12,5% della popolazione della Transilvania (nel 2011 solo lo 0,4%).
Dopo la seconda guerra mondiale i Sassoni di Transilvania diminuirono drasticamente a causa di emigrazioni di massa soprattutto verso la Germania; ciò nonostante ancora oggi essi formano delle importanti minoranze in Ungheria e Romania.

#### Banato

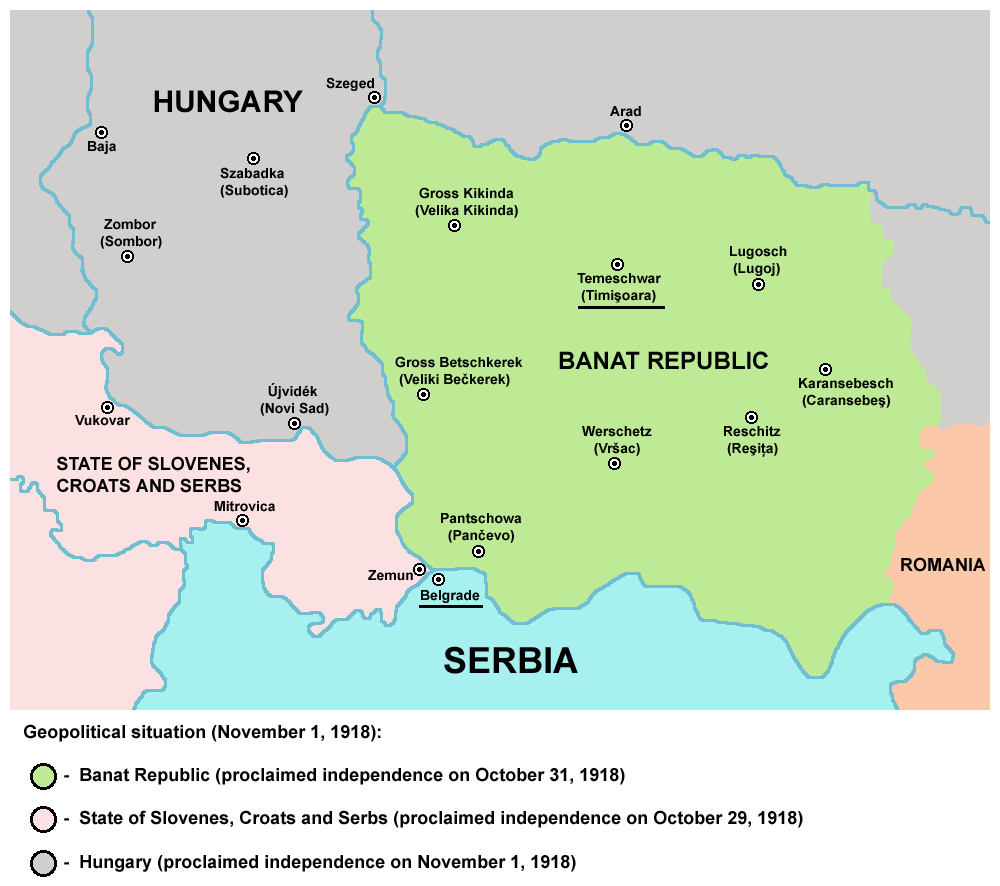
La Repubblica del Banato (1º - 15 novembre 1918).

Nel XVIII secolo - alla fine delle guerre con l'Impero Ottomano - per decisione imperiale austriaca la regione del Banato venne ripopolata con coloni in prevalenza cattolici e provenienti in gran parte dall'area germanica. Pur essendo chiamati Svevi del Banato (in tedesco Banater Schwaben), tali popolazioni provenivano da aree differenti dei paesi di lingua tedesca e non soltanto dalla Svevia, ma anche da Palatinato, Assia, Baviera, Austria Superiore e Inferiore e Alsazia. I tedeschi si stabilirono soprattutto nel Banato orientale, dove molti villaggi e città erano a maggioranza tedesca; nello stesso capoluogo Timișoara i tedeschi costituivano, fino alla seconda guerra mondiale, il gruppo etnico più numeroso, ma nel corso del XX secolo la comunità si è drasticamente ridotta passando dal 54,6% della popolazione cittadina del 1880 all'1,3% del 2011.
In seguito alla caduta dell'Impero austro-ungarico nella prima guerra mondiale nel novembre del 1918, la Repubblica del Banato (in tedesco Banater Replubik) proclamò la propria indipendenza.
Il territorio era etnicamente molto disomogeneo (serbi, ungheresi, romeni, tedeschi, ebrei, zingari) ed un gruppo di gentiluomini tedeschi si propose di creare lo Stato indipendente. Tuttavia lo scopo degli altri era reciprocamente evitare l'annessione ad uno degli Stati circostanti, mentre le varie etnie lavoravano per l'annessione al rispettivo Stato. Ragion per cui il Concilio fu molto combattuto.
A dirimere ogni questione ci pensò l'esercito serbo, che il 15 novembre invase la parte occidentale, mentre la parte orientale tornò all'Ungheria. Durante la Repubblica sovietica ungherese il Banato orientale fu occupato dalla Romania.
Il 16 aprile 1920, dopo il ritiro dei romeni dall'Ungheria, il gruppo di gentiluomini tedeschi fece richiesta all'Intesa di ristabilire la Repubblica del Banato come Repubblica di Banatia, stavolta comprendente anche la Bačka (ungherese, ma al momento ancora occupata dall'esercito jugoslavo). Tuttavia l'opposizione jugoslava fu forte e impedì il progetto, e anche la Bačka fu annessa definitivamente al Regno di Jugoslavia dopo un'effimera Repubblica serbo-ungherese di Baranya-Baja.
Il Trattato del Trianon del 4 giugno 1920 sancì la divisione del Banato tra la Romania (18.945 km²), il neonato Regno di Jugoslavia (9.307 km²) e l'Ungheria (217 km²). Fu allora che iniziò l'esodo della popolazione tedesca del Banato, dopo l'effimera esistenza della Repubblica del Banato.
In conseguenza dell'occupazione da parte delle forze armate tedesche e delle loro atrocità contro la popolazione serba nella seconda guerra mondiale, la minoranza tedesca nel Banato occidentale serbo (358.604 persone nella Vojvodina secondo il censimento del 1931, vedi Svevi del Danubio) è quasi completamente scomparsa immediatamente dopo la guerra attraverso fughe, deportazioni nei lavori forzati russi, omicidi, espulsioni e migrazioni. Il Banato romeno fu ampiamente risparmiato da questo. Anche qui seguì una (transitoria) privazione dei diritti e una totale espropriazione ai danni della minoranza tedesca e la temporanea deportazione di quasi tutti i tedeschi di età idonea al lavoro nell'Unione Sovietica. Ma a differenza del Banato occidentale, allora jugoslavo, oggi serbo, qui non verificò una pulizia etnica con deportazione sistematica. Così gli Svevi del Banato in Romania poterono conservare in diversa misura la loro identità ed i loro beni. Solo le grandi ondate delle espulsioni degli anni 1960 e 1980 fecero ritornare il numero dei tedeschi del Banato ad una minoranza infinitamente piccola, per quanto ancora oggi, soprattutto nei dintorni di Timişoara, nomi di luogo come Altringen, Bethausen, Gottlob, Johanisfeld, Lenauheim, Liebling, Nitzkydorf o Gherman richiamino l'attenzione sulla passata presenza tedesca della regione.
Nonostante abbiano a lungo rappresentato un'importante e potente minoranza della popolazione romena, a causa delle trasformazioni politiche dell'ultimo secolo, la maggior parte degli svevi del Banato è ritornata in Germania.

#### Crimea

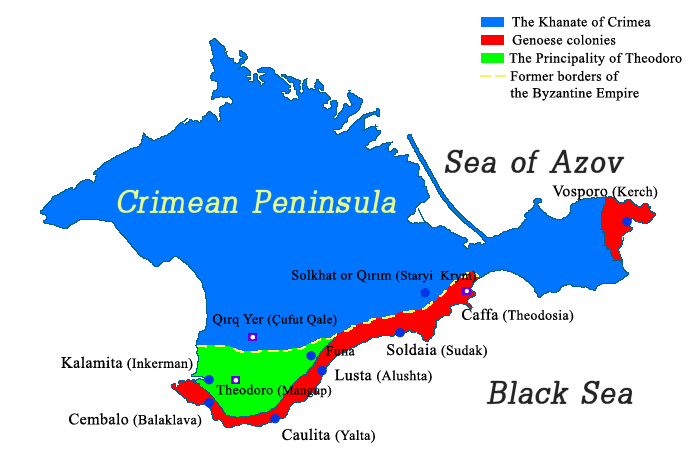
In verde il principato di Teodoro, conosciuto anche come Gotia, piccolo principato nel sud-ovest della Crimea esistito tra il XII secolo fino al 1475.

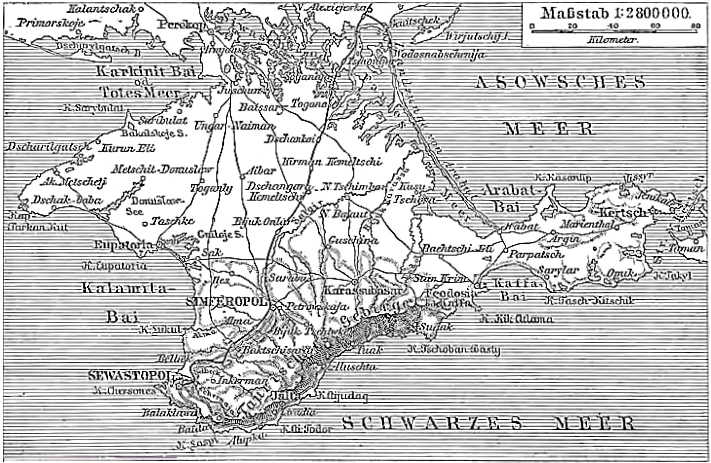
Mappa storica tedesca della Crimea (1888).

Crimea

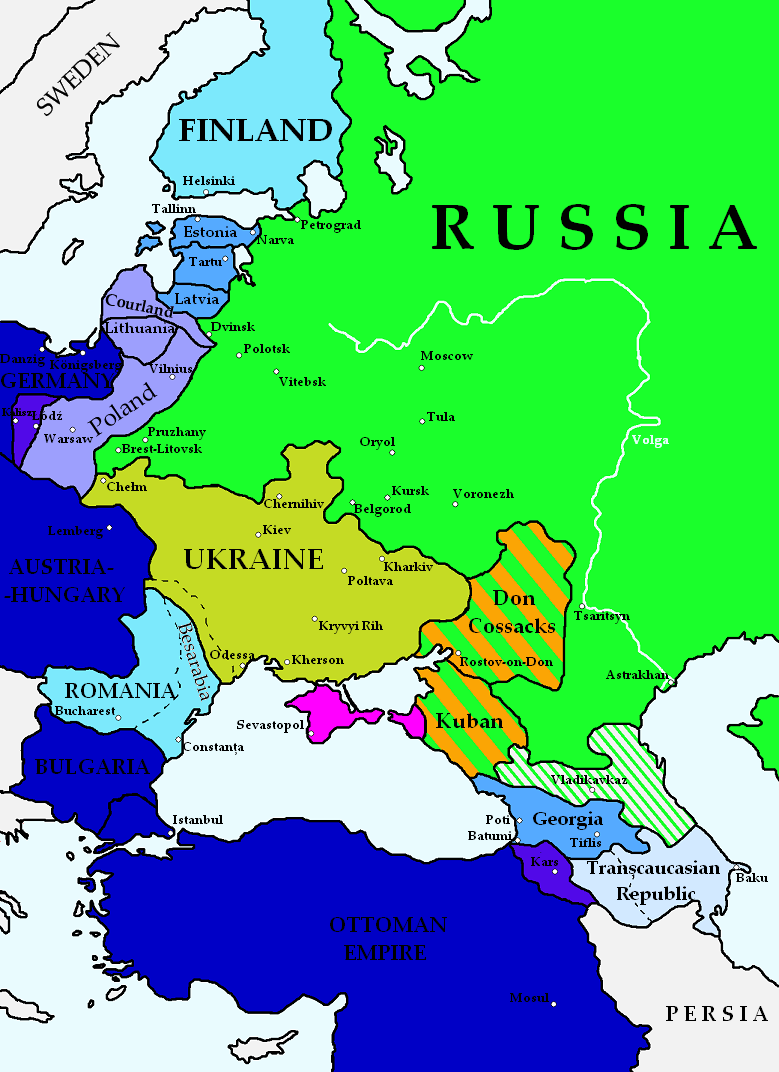
Sul fronte orientale l'Impero germanico e i suoi alleati riuscirono ad ottenere importanti concessioni territoriali ed economiche dalla Russia nel trattato di Brest-Litovsk e dalla Romania con il trattato di Bucarest. In
Crimea
era stata pianificata la Repubblica Tatara, area di colonizzazione tedesca.

Durante il periodo delle invasioni barbariche la Crimea subì prima l'invasione dei Goti nel 250, che si insediarono nella regione a nord delle montagne, lasciando sussistere a sud il Regno del Bosforo. La comunità dei Goti di Crimea non migrò, rimanendo ad abitare le terre attorno al Mar Nero, soprattutto la penisola di Crimea. Furono i Goti meno potenti, i meno conosciuti, e paradossalmente coloro che vissero più a lungo, fino al XVIII secolo.
Gli Ostrogoti avevano un regno potente a nord del Mar Nero nel IV secolo, che gli Unni sconfissero durante il regno di Ermanarico (o Ermanrico; "re dei nobili") nella loro migrazione dalle steppe russe. Dopo la sconfitta gli Ostrogoti divennero vassalli degli Unni fino alla morte di Attila, quando si ribellarono riguadagnando l'indipendenza. Come gli Unni, i Goti di Crimea non riuscirono più a raggiungere la gloria passata.
Secondo Peter Heather e Michael Kulikowski gli Ostrogoti non esistettero fino al V secolo, quando nacquero dalla fusione di gruppi Goti e non-Goti. Altri gruppi di Goti potrebbero essere stati presenti in Crimea.
A cavallo tra il V ed il VI secolo i Goti di Crimea dovettero affrontare le orde di Unni che avevano ripreso la migrazione verso est, dopo aver perso il controllo del loro impero in Europa. Nel V secolo Teodorico il Grande tentò di reclutare i Goti di Crimea per la propria campagna in Italia, ma in pochi mostrarono interesse nell'operazione.
All'inizio erano cristiani ariani come molti altri popoli gotici, per poi integrarsi nella chiesa romana trinitaria attorno al 500. Seguendo la divisione della Chiesa, questi popoli rimasero leali a Costantinopoli come parte della Chiesa cristiana ortodossa. Nell'VIII secolo Giovanni di Gotia, vescovo ortodosso, guidò una rivolta, poi fallita, contro il dominio dei Cazari. Apparentemente, il nome medievale germanico femminile Krimhilda è di origine gotica, essendo letteralmente traducibile in "Hilda di Crimea".
I tedeschi della Crimea (tedesco: Krimdeutsche) sono invece i discendenti di quei coloni tedeschi che furono invitati a stabilirsi in Crimea nel quadro della colonizzazione dell'Est.
Dal 1783 in poi, ci fu un insediamento sistematico di russi, ucraini e tedeschi nella penisola di Crimea (in quello che allora era il Khanato di Crimea), al fine di indebolire la popolazione indigena dei tatari di Crimea.
I primi insediamenti di tedeschi in Crimea furono fondati nel 1805-1810 con il sostegno dello Zar Alessandro I. Questi furono:
- Staryj Krim, nato nel 1805 nel distretto di Feodosia e composto da luterani e cattolici;
- Sudak, nato nel 1805 nel distretto di Feodosia e composto da luterani;
- Zuerichtal, nato nel 1805 nel distretto di Feodosia e composto da luterani svizzeri;
- Friedental, nato nel 1806 nel distretto di Sinferopoli e composto da luterani;
- Neusatz, nato nel 1806 nel distretto di Sinferopoli e composto da luterani;
- Rosental, nato nel 1806 nel distretto di Sinferopoli e composto da cattolici;
- Heilbrunn, nato nel 1809 nel distretto di Feodosia e composto da luterani;
- Kronental, nato nel 1810 nel distretto di Sinferopoli e composto da luterani e cattolici.

Tutte queste prime colonie erano situate nelle montagne Jaila di Crimea ed erano per lo più composte da agricoltori di vigneti. Tuttavia nel corso del tempo solo a Sudak si produsse vino di qualità, mentre gli altri insediamenti si trasformarono presto in antri tipi di agricoltura. La seconda generazione non aveva abbastanza terra e ben presto i giovani cominciarono ad acquistare terreni dalla nobiltà russa per la creazione di nuove colonie ("colonie figlie"). Successivamente i mennoniti cominciarono a muoversi dall'Ucraina alla Crimea.
Nel corso del XIX secolo nacque nel sobborgo di Sinferopoli, a Gorod Nowyj un ospedale e dispensario "tedesco". Nel 1915 c'erano nella penisola di Crimea ben 314 colonie tedesche.
Durante la prima guerra mondiale, i piani tedeschi di un «nuovo ordine politico» in Europa centrale ed orientale dopo i trattati di Brest-Litovsk del 9 febbraio 1918 e del 3 marzo 1918 e del trattato di Bucarest del 7 maggio 1918 prevedevano la costituzione in Crimea di una «Repubblica Tatara», area riservata alla colonizzazione tedesca.
Il 18 ottobre 1921, nell'ambito dell'URSS, nacque la Repubblica Socialista Sovietica Autonoma di Crimea (in russo Крымская АССР). Sotto il regime sovietico molti Tedeschi della Crimea sono stati perseguitati da gruppi di contadini russi, come proprietari terrieri kulaki, o borghesi. Nel 1926 vivevano 43.631 persone di origine tedesca in Crimea, ovvero il 6,1% della popolazione totale. Nel 1939, due anni prima della loro deportazione in Asia Centrale, i tedeschi di Crimea erano circa 60.000, su 1.100.000 abitanti della Crimea (5,5%).
Il governo nazista inseguì apertamente un aggressivo espansionismo, con l'intenzione di estendere il già grande stato tedesco. In previsione di ulteriori allargamenti territoriali, furono stimati alcuni nuovi distretti. Per poter espandere lo spazio vitale (Lebensraum) della Germania, le popolazioni slave dell'Europa dell'Est dovevano essere eliminate tramite processi di sterminio, espulsione, approvvigionamenti di alimenti (che lasciava morire di fame gran parte della popolazione slava) e schiavismo che avrebbero effettivamente germanizzato questi territori a lungo termine
Le autorità naziste avevano pianificato che la colonizzazione della popolazione tedesca che viveva nell'Europa orientale sarebbe dovuta procedere più intensivamente nelle tre cosiddette Siedlungsmarken ossia l'Ingria, l'area attorno ai fiumi Narew e Nemunas e l'Ucraina meridionale (dove era inclusa anche la Crimea).
Questi territori dovevano essere organizzati in un nuovo Gau, chiamato Gothengau (Gau dei Goti), in onore ai goti di Crimea che vi sono stabiliti nell'area.
Inoltre, se l'espansione del Reich nell'Europa orientale avesse avuto luogo, vi sarebbero stati due nuovi territori: Peipusland (con un riferimento al lago dei Ciudi, chiamato anche lago Peipus), che corrispondeva all'attuale Estonia, e Dünaland (con un riferimento al fiume Daugava, il cui nome tedesco corrisponde a Düna) che corrispondeva alla Lettonia.
In una conferenza del 16 luglio 1941 dove si discuteva della futura organizzazione dei territori sovietici appena conquistati Hitler menzionò che aveva intenzione non solo di conquistare le aree menzionate sopra, ma anche la regione baltica, l'area dei Tedeschi del Volga e il distretto di Baku, in Caucasia. Il 3 novembre del 1941 ha anche elaborato un possibile aspetto della germanizzazione nell'Europa dell'Est:
(Adolf Hitler)
Il Reichsgau Gotenland, formato dalla Crimea e da un piccolo entroterra ucraino (ma mai istituito), avrebbe avuto come capoluogo Simferopoli (ribattezzata Gotenburg). Hitler intendeva ri-colonizzare la Crimea con coloni tedeschi, e ribattezzare numerosi città con gli antichi nomi gotici. Il Generalkommissar nazista Alfred Frauenfeld propose di far colonizzare la Crimea da tedeschi etnici (Volksdeutsche) provenienti dall'Alto Adige italiano dopo la guerra e vennero ribattezzare diverse città con nomi tedeschi (oltre alla già citata Simferopoli diventata Gotenburg si ebbe , ad esempio, la ridenominazione di Sevastopoli in Theoderichshafen).
Nel tardo 1941, dopo l'invasione nazista delle regioni occidentali dell'Unione Sovietica, le autorità sovietiche allontanarono con la forza la popolazione autoctona tedesca della Crimea, trasferendola in Siberia e nell'Asia centrale con la falsa accusa che fossero spie del Terzo Reich.
Quasi tutti quelli che erano rimasti durante l'occupazione nazista, vennero evacuati nei nuovi insediamenti nella Polonia occupata.
Ai tedeschi di Crimea venne permesso di tornare nella penisola dopo la Perestroika. Dal 1994, i tedeschi hanno avuto una piccola rappresentanza nel Parlamento di Crimea. Oggi, dei 2 milioni di abitanti della Crimea, circa 3.000 sono di origine tedesca.

#### Slovenia

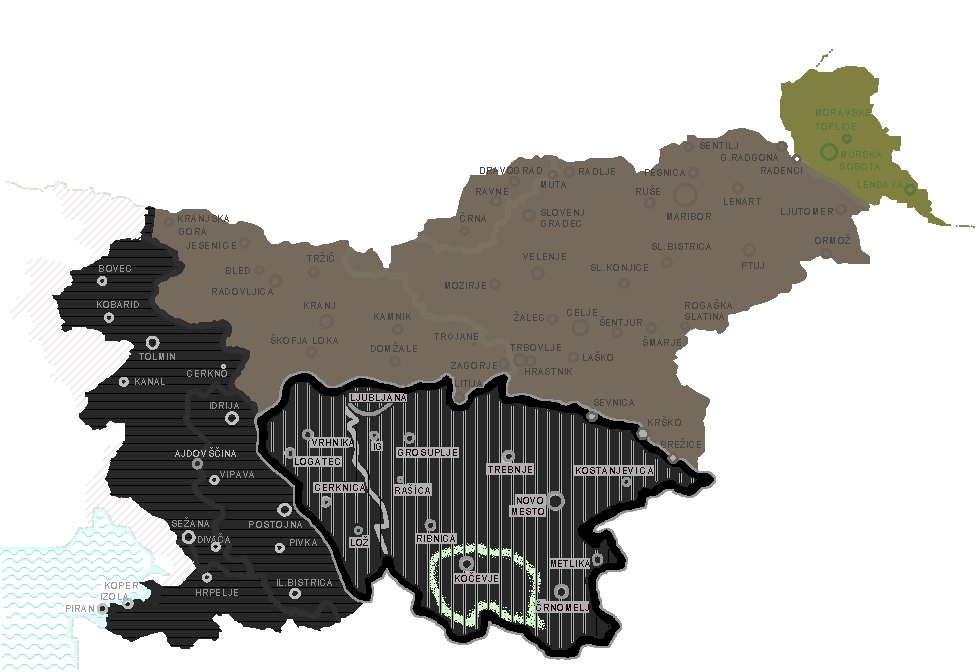
La provincia italiana di Lubiana (1941 - 1943), con in evidenzia l'area del Gottschee.

Esisteva una plurisecolare comunità etnica tedesca nella Slovenia meridionale, detta "di Gottschee", dal nome della cittadina di Kočevje (in tedesco Gottschee).
Nell'anno 1363 la città venne menzionata (Gutschee) come feudo dei conti di Ortenburg i quali fecero giungere dalla Germania alcune famiglie di agricoltori che popolarono le campagne e fondarono alcuni villaggi sulle colline e tra i monti del Kočevsko. In pochi decenni Kočevje divenne il centro commerciale della valle del fiume Rinža e delle terre circostanti, ottenendo il titolo di città nel 1471 (civitas Gotsche). La città costituì fino al 1945 un'isola linguistica tedesca in un'area a maggioranza slovena. Subito dopo il secondo conflitto mondiale, nella vicina foresta, avvennero i massacri di Kočevski rog definiti pure massacri di Kočevje da vari storici e, sempre in quel periodo, la popolazione di lingua tedesca fu costretta a esiliare in Germania o trucidata subendo una pulizia etnica.
Dal 1941 al 1943, durante l'occupazione, l'area del Gottschee ha fatto parte della Provincia italiana di Lubiana. La politica di occupazione italiana in Jugoslavia inizialmente riguardò anche la plurisecolare comunità etnica tedesca della Slovenia meridionale e fu connessa alla politica di germanizzazione della Slovenia settentrionale annessa alla Germania.
Nell'estate 1941 l'intera comunità tedesca di Gottschee, un'area di oltre 800 chilometri quadrati con 172 villaggi, fu quindi trasferita - per accordi italo-tedeschi simili a quelli dell'Alto Adige e della Val Canale (vedi "opzioni in Alto Adige") -nella Slovenia occupata dalla Germania, mentre oltre 20.000 sloveni furono trasferiti dall'area di Maribor alla zona di Gottschee. Nell'ultimo anno di guerra quasi tutti i tedeschi che non si erano trasferiti (circa un migliaio) furono sterminati dai partigiani jugoslavi.
Dopo il 1945 i 28.000 tedeschi del Gottschee - che avevano in buona parte seguito le armate tedesche in ritirata - dovettero rinunciare a rimpatriare, a causa delle leggi jugoslave che previdero l'espulsione di tutti i tedeschi etnici dal Paese.

Di fatto, nella provincia italiana di Lubiana già nel 1941/42 fu attuata una completa "pulizia etnica" della minoranza tedesca del Gottschee (un'area che era quasi un quarto del territorio della Slovenia), ma il risultato finale di tutti questi accadimenti fu la scomparsa della minoranza tedesca dall'intero territorio della Slovenia, dove secondo l'ultimo censimento (2002) vivono solo poche centinaia di tedescofoni.
Prima della prima guerra mondiale, l'80% della cittadinanza di Maribor dichiarò come lingua d'uso il tedesco (molti tra questi erano sloveni germanizzati), e anche se il 20% invece dichiarava come lingua d'uso lo sloveno, gran parte del capitale e della vita pubblica era in mano tedesca. L'area circostante era popolata in grande maggioranza da sloveni, anche se molti tedeschi vivevano in piccoli centri come Ptuj, dove, secondo il censimento austroungarico del 1910, l'86% della popolazione del centro storico era di lingua tedesca.
Successivamente, la città di Maribor fu assegnata al Regno di Jugoslavia, e già nel primo censimento post-bellico del 1921 la percentuale dei germanofoni scese al 25%, oscillando su questa percentuale durante tutti gli anni trenta, quando la città fu comunque teatro di una massiccia immigrazione di profughi sloveni della Venezia Giulia che fuggivano le persecuzioni del regime fascista. La politica del neonato stato jugoslavo fu fortemente discriminatoria contro i tedeschi, tendendo alla loro rapida slovenizzazione. Pur in un contesto così sfavorevole, vennero mantenuti alcuni diritti quali l'insegnamento nella propria lingua materna (fortemente contrastato), e alcune famiglie germanofone di Maribor rimasero fra le più preminenti della città.
Nel 1941 l'intera parte jugoslava della Stiria venne annessa al Terzo Reich. Adolf Hitler visitò la città e ordinò ai suoi seguaci di "rendere questa terra di nuovo tedesca", scatenando un'ondata di violenza contro gli sloveni. Maribor - maggior centro industriale della regione, con un'estesa industria degli armamenti - venne bombardata sistematicamente dagli Alleati durante la seconda guerra mondiale.
Dopo la liberazione del 1945, tutti i tedeschi vennero espulsi dalla città e dal circondario: molti vennero trucidati.

### Paesi Baltici

La Confederazione di Livonia nel 1260.

Bandiera dei Tedeschi del Baltico.
Dopo la crociata livoniana, i Tedeschi del Baltico ottennero rapidamente il controllo di tutte le amministrazioni del governo, della politica, dell'economia, dell'istruzione e della cultura di Estonia e Lettonia, costituendo l'élite sociale, commerciale, politica e culturale di questi territori per oltre 700 anni fino al 1918. Alcuni di loro assunsero anche posizioni di rilievo nella vita militare e civile dell'Impero russo, in particolare a San Pietroburgo.

La secolare pressione germanica, da occidente, nel Baltico apportò importanti modifiche all'assetto etnico-culturale e si materializzò attraverso più canali. I tedeschi si insediarono in Estonia e in Livonia in seguito a due movimenti migratori, contemporanei anche se in gran parte indipendenti: lo stabilirsi di reti commerciali tra le varie città mercantili che si affacciavano sul Baltico, legate nella Lega Anseatica, e le Crociate del Nord condotte dagli ordini monastico-militare. I mercanti si insediarono soprattutto nelle città, mentre i monaci-soldati costruirono fortezze nelle campagne. Il ceto tedesco costituì la classe dirigente - politicamente, economicamente, culturalmente e militarmente - di Estonia e Livonia fino alla fine del XIX secolo, quando sorse il nazionalismo estone e lettone. Contribuirono a lasciare nei due stati ospitanti una forte impronta germanica, percepita tutt'oggi. Non si fusero mai con la popolazione locale ma mantennero cultura, lingua, tradizioni e religioni germaniche tipiche della loro terra d'origine, trasmettendo la loro impostazione e cultura anche alle popolazioni locali.

Un canale per la pressione germanica fu la Lega Anseatica, la potente confederazione economica tra città marinare del Mare del Nord e del Baltico (secoli XII-XV) che venne estendendosi verso est e di cui Reval (poi Tallinn), futura capitale dell'Estonia, costituì l'avamposto orientale. Già in tempi preanseatici, nella zona del Mare del Nord e del Mar Baltico c'era stata una fitta rete di legami commerciali. Nel corso della Ostsiedlung tedesca il peso della Lega Anseatica, il cui centro d'insediamento erano le "città dei Venedi", si spostò sempre più nella regione del Baltico; così, nella seconda metà del XII secolo nacquero gli uffici anseatici di Novgorod e Smolensk.
Un altro fu l'azione di alcuni ordini monastico-cavallereschi, tra i quali il più incisivo fu quello dei Cavalieri Teutonici, interessati a stabilire un controllo di tipo politico-economico non meno che alla cristianizzazione degli abitanti pagani di quelle regioni. L'Ordine Teutonico istituì un gruppo privilegiato di nobiltà germanica nei Paesi Baltici nel medioevo e agli albori dell'epoca moderna. Proprietari terrieri germanici, mercanti, artigiani formarono una comunità che sin dal XIX secolo venne chiamata "i germanici del Baltico". Fino al XIX secolo, quando sorse il nazionalismo estone e lettone, il ceto tedesco ha costituito la classe dirigente, nella politica, nell'economia e nella cultura di Estonia e Lettonia (pur non arrivando mai a costituire più del 10% della popolazione totale). Tradizionalmente, infatti, i germanici del Baltico dominavano la vita politica, il commercio e la cultura, tuttavia il loro potere, con la Rivoluzione industriale alla fine del XIX secolo, iniziò un progressivo declino: Estonia e Lettonia, rivendicarono la propria identità nazionale e allo stesso tempo la struttura sociale della popolazione cominciò a cambiare per via dell'imposizione della russificazione, anche a svantaggio della minoranza germanica. Nel 1918, Estonia e Lettonia divennero per la prima volta politicamente indipendenti e in seguito alle riforme agrarie, i germanici persero ovunque le loro proprietà. L'influenza ed il numero dei germanici continuò a diminuire sino al 1939, quando Hitler li richiamò nel Reich.
Alla pressione propriamente tedesca si aggiunse quella di popoli germanici settentrionali, come i danesi, fin dal Medioevo, e gli svedesi, in età moderna. I territori e le società del Baltico furono quindi progressivamente soggetti a una vera e propria colonizzazione ad opera delle genti germaniche.
All'arrivo, nel XIII secolo, dei primi commercianti tedeschi, cui seguirono ben presto i primi preti cattolici accorsi per convertire i popoli baltici, tuttora pagani, e quelli ugro-finnici, appena giunti in quelle zone. Tuttavia, i Baltici resistettero alla conversione, ed in virtù di ciò, il papa decise di inviare una crociata per risolvere la questione. Tale crociata, e quelle successive, furono poi chiamata, per distinguerle dalle altre che avvennero in Medio Oriente, crociate del Nord.

#### Lituania
Gli insediamenti tedeschi nel territorio della moderna Repubblica di Lituania si svilupparono prevalentemente nella regione di Klaipėda (in tedesco Memelland), cioè quella striscia di terreno lungo il confine dell'antica Prussia orientale (oggi oblast' di Kaliningrad) e la Lituania. L'area venne convertita alla cristianità dai Cavalieri teutonici. Klaipėda, città portuale del Mar Baltico, venne fondata dai Cavalieri dell'Ordine Teutonico nel 1252 ed è registrata come Castrum Memele. La città era tedesca e la maggior parte dei suoi abitanti erano i cosiddetti Memelländer o “Lituani di Prussia”, persone di origine lituana che erano state influenzate da molti anni dalla cultura tedesca e dal protestantesimo. Alla fine del XX secolo, industriosi proprietari terrieri ancora mantenevano la loro lingua e le tradizioni lituane, ma la generazione più giovane era stata fortemente influenzata dalla germanizzazione iniziata ai tempi di Bismark. Nel 1254 a Klaipėda venne concesso il diritto cittadino di Lubecca; a partire dal 1474 Memel venne invece governata dal diritto cittadino di Kulm delle città prussiane.
Il Memelland, il territorio dove i Memelländer vivevano, sino al 1252 era abitato esclusivamente dalle tribù vetero-prussiane (Pruzzi) dei Curi e degli Scaloviani. I Cavalieri Teutonici, che si erano stabiliti nei pressi del fiume Vistola, nel quarto decennio del XIII secolo iniziarono la conquista delle tribù vetero-prussiane che durò per 50 anni. Supportato dai Papi e dai cavalieri dell'Europa occidentale, l'Ordine dei Cavalieri Teutonici riuscì a spezzare la resistenza delle tribù pagane. Dopo che le tribù pagane vetero-prussiane dei Curi e degli Scaloviani avevano subito numerosi attacchi dai Cavalieri Portaspada (il 12 maggio 1237 l'ordine fu incorporato nei teutonici e divenne noto come Ordine di Livonia), nel 1252 la Regione del Memel venne conquistata dai Cavalieri Teutonici e dai crociati tedeschi che intendevano diffondere il cristianesimo. Nello stesso anno i Cavalieri Teutonici costruirono il Castello Klaipėda. La sconfitta dei Curi e degli Scaloviani implicò la loro conversione e battesimo.
Dopo aver raggiunto il fiume Nemunas, alla fine del XIII secolo, l'Ordine dei Cavalieri Teutonici iniziò lunghe guerre contro lo Stato pagano della Lituania, che si conclusero con il trattato di Melno del 1422 dove, tra lo Stato Monastico dei Cavalieri Teutonici (Deutschordensstaat) ed il Granducato di Lituania, veniva stabilito un confine stabile. Le migliori condizioni di vita nel Memelland attirò a stabilirvisi molti Lituani e Samogizi. Nel XV secolo continuarono ad affluire nel Memelland nuovi coloni tedeschi, che ben si integrarono nelle precedenti comunità di Memelländer.
In Lituania, prima della seconda guerra mondiale vivevano 170.000 tedeschi, di cui 118.000 nella regione del Memelland (Klaipeda). Nel 1989 erano note 2.058 persone di etnia tedesca, prevalentemente Tedeschi di Russia.

#### Lettonia
I tedeschi fondarono Riga nel 1201, futura capitale della Lettonia, che gradualmente divenne la maggiore e più bella città che si affacciasse sul Mar Baltico. Ma l'arrivo dei Cavalieri Teutonici pose fine al periodo delle quattro grandi tribù lettoni.
Nel XIII secolo, la Confederazione della Livonia ("Terra Mariana") si sviluppò sotto il protettorato tedesco includendo anche la Lettonia e l'Estonia. Nel 1282, Riga e successivamente Cēsis, Limbaži, Koknese e Valmiera entrarono a far parte dell'Organizzazione Mercantile della Germania Settentrionale, meglio conosciuta come Lega Anseatica. Da questo momento, Riga divenne un importante punto di riferimento per il commercio tra Est ed Ovest, pur agganciandosi definitivamente all'Europa occidentale.
Nel 1867 la popolazione di Riga era costituita al 42,9% da tedeschi.
Secondo il censimento dell'Impero russo del 1897, vivevano 120.191 tedeschi in Lettonia, pari al 6,2% della popolazione.

#### Estonia
Nel Medioevo (XII-XIII secolo), l'Estonia fu contemporaneamente cristianizzata e portata sotto la dominazione germanico-teutonica: danese nella parte settentrionale e tedesca più a sud, in Livonia.
Gli estoni hanno storicamente subito la pressione del mondo germanico: basti pensare alla forzata evangelizzazione, prima, e, più tardi, all'introduzione della riforma luterana; alle origini delle due maggiori città estoni, Tallinn e Tartu, la prima fondata dai danesi, la seconda dall'Ordine Teutonico; e soprattutto all'appropriazione dei terreni agrari da parte della nobiltà tedesca, con conseguente riduzione dei contadini estoni a una condizione di vera e propria "servitù della gleba", destinata a mantenersi fino alla prima metà dell'Ottocento.
Nel 1881 circa 46.700 tedeschi vivevano in Estonia (pari al 5,3% della popolazione totale), scesi poi a 33.362 nel censimento 1897 (3,5%) e a 16.346 nel 1934 (1,5%); secondo l'ultimo censimento del 2011 rimangono in Estonia solo 1.544 persone di etnia tedesca (lo 0,1%).
La numerosa colonia di tedeschi del Baltico, influenzò in parte anche la cultura, l'arte ed i costumi degli stessi estoni. I collegamenti con il mondo germanico risalgono al Medioevo, quando le principali città facevano parte della Lega anseatica e molti degli abitanti delle città, in particolare l'aristocrazia era di lingua e cultura tedesca. Tuttavia durante il periodo nazista, Hitler li fece richiamare in patria. Ne rimasero qui poche migliaia, circa 3.500, ormai completamente assimilati nella cultura estone. Erano presenti anche numerosi ebrei, che subirono persecuzioni durante l'occupazione tedesca degli stati baltici nella seconda guerra mondiale e vennero quasi totalmente deportati e uccisi nei campi di sterminio.
Della lunga sudditanza nei confronti di istituzioni per lo più tedesche, rimangono diverse testimonianze. Iscrizioni in lingua tedesca decorano molti edifici in Estonia: arcate di case di campagna, chiese, scuole - una chiara indicazione di un lungo passato germanico-estone. Molto di ciò che ricordava la cultura tedesca, fu distrutto dai sovietici durante l'occupazione della nazione estone.
Rimangono di questa esperienza un certo numero di parole di origine germanica nella lingua estone e la consapevolezza delle antiche affinità che esistono tuttora fra i due paesi. I 3.500 cittadini tedeschi che decisero di non tornare in Germania sono stati oggi pienamente assimilati nella cultura e nella società estone.

## Eventi successivi

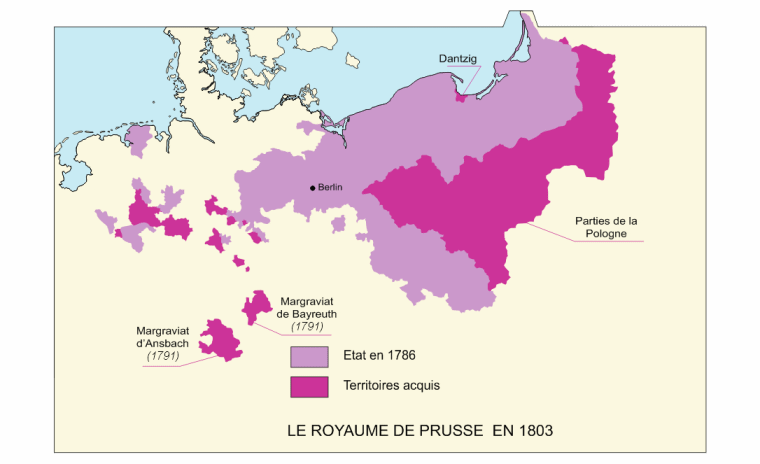
Il Regno di Prussia nel 1803.

Nel XIV secolo, a causa della peste nera, avvenne un arresto temporaneo della colonizzazione ad est.
Nel XVI secolo, con la riforma protestante, ci furono le guerre di religione europee, tormenti di coscienza e difficoltà di esistenza che portarono a una nuova migrazione verso est, soprattutto di coloni protestanti.
Nel XVII, XVIII e XIX secolo gli imperatori Leopoldo I, Carlo VI, Maria Teresa d'Austria, Giuseppe II e gli zar russi Pietro I, Elisabetta I, Caterina II e Alessandro I fecero insediare da tedeschi i territori ad est, appena conquistati. Nacquero così in Europa tante isole linguistiche tedesche.
Nel 1762 Sophie Fredericke Auguste von Anhalt-Zerbst, tedesca originaria di Stettino, sostituì il marito Pietro III di Russia sul trono imperiale di Russia, prendendo il nome di Caterina II. Caterina la Grande nel 1762 e nel 1763 concesse privilegi ai tedeschi che si fossero insediati nel Basso Volga. All'indomani della Rivoluzione d'ottobre, nel 1918, Lenin ordinò la costituzione della Regione dei Tedeschi del Volga, dal 1924 Repubblica autonoma nell'ambito dell'Unione sovietica (secondo il censimento del 1926 i tedeschi del Volga che vivevano nella Repubblica autonoma erano 379.630, il 66,4% della popolazione). Dopo l'invasione nazista del '41, Stalin accusò i tedeschi del Volga di collaborazionismo col nemico, sciolse la Repubblica autonoma e ne deportò gli abitanti in Siberia o nel Kazakistan. Molti morirono in esilio. I tedeschi del Volga non tornarono mai più ad abitare la loro regione d'origine in un numero paragonabile a quello precedente, anche perché per anni non fu loro concesso. Dopo la guerra molti rimasero nella regione degli Urali, in Siberia, in Kazakistan (secondo il censimento del 2009, i tedeschi del Kazakistan - 178.409 persone - costituiscono circa l'1,1% della popolazione totale kazaka, ma nel 1959 erano addirittura il 7,1%, 659.800 persone), Kirghizistan (i tedeschi costituivano il 3,1% della popolazione kirghisa nel 1970; i 101.309 tedeschi etnici del 1989 sono scesi a soli 8.563 e lo 0,1% della popolazione nel 2014) e Uzbekistan (circa 16.000 persone). Alcuni decenni dopo la fine della guerra fu proposto di ricolonizzare le aree in cui sorgeva la repubblica autonoma tedesca, ma questo movimento incontrò l'opposizione della popolazione che abitava quei luoghi e l'iniziativa non ebbe successo. Nel giugno 1979 venne avanzata una proposta che prevedeva la costituzione di una nuova Repubblica Autonoma Tedesca dentro il Kazakistan, con la capitale ad Ereymentau. La proposta serviva ad affrontare le condizioni di vita degli sfollati tedeschi del Volga. Al momento c'erano circa 936.000 tedeschi etnici che vivevano in Kazakistan ed erano il terzo più grande gruppo etnico del paese asiatico.
Ma anche questa idea non trovò alcun appoggio soprattutto dalle popolazioni locali: il 16 giugno 1979 i kazaki manifestarono a Celinograd (Astana) protestando per l'ipotesi di insediamento permanente dei tedeschi e per una istituzionalizzazione della loro comunità. Probabilmente temendo una reazione negativa della maggioranza kazaka e richieste di autonomia simili da parte degli Uiguri, il PCUS ritirò definitivamente la proposta di autonomia tedesca nel Kazakistan.

### Ripartizione della confederazione polacco-lituana

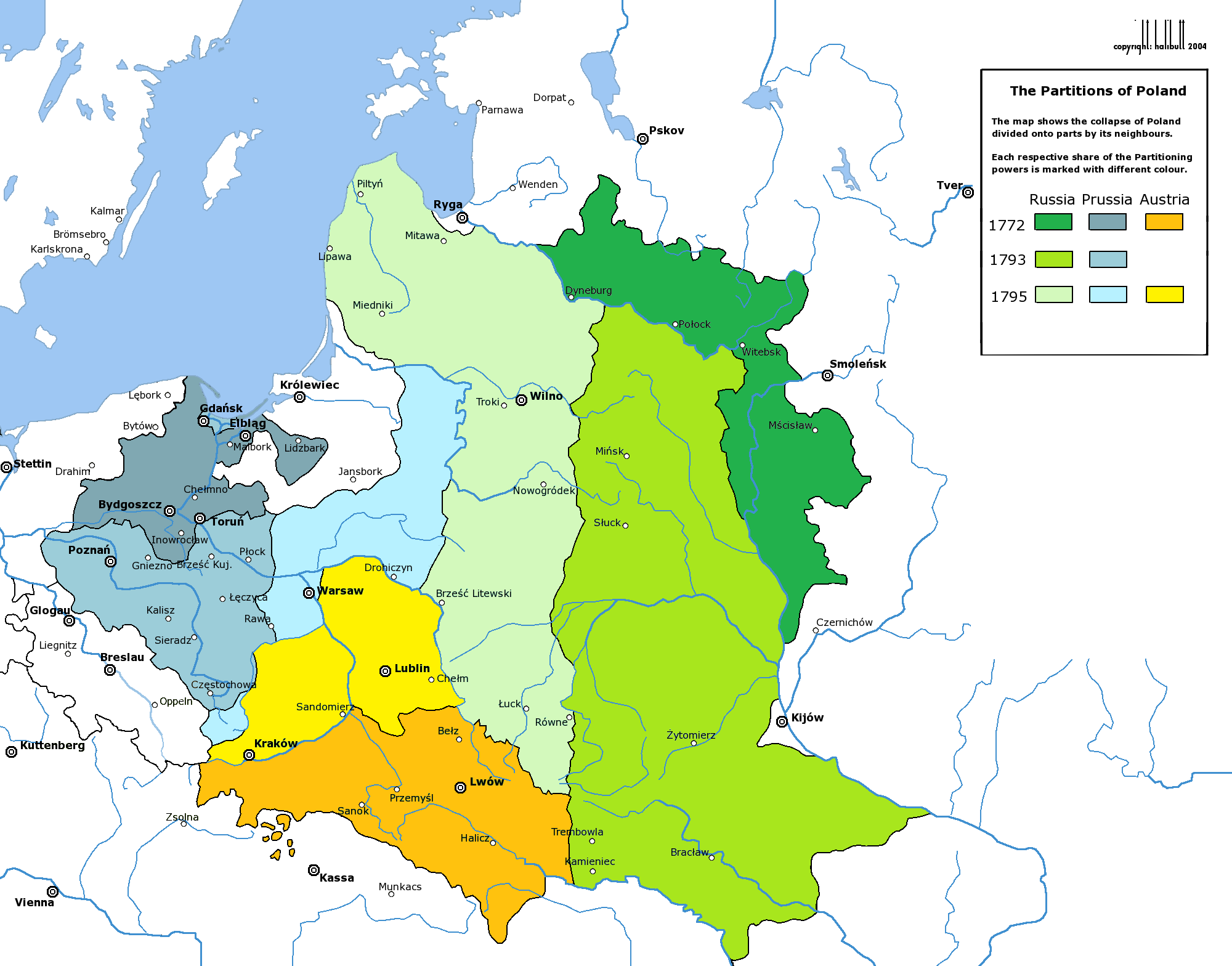
Le tre spartizioni della Polonia.

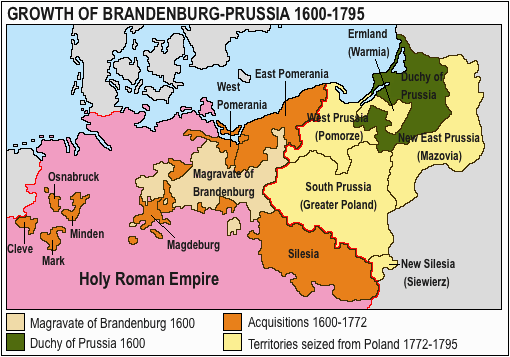
Le nuove province orientali annesse al Regno di Prussia negli anni 1772-1795.

Con l'indebolimento progressivo nel XVIII secolo della forza della Confederazione polacco-lituana con cui il Regno di Prussia confinava, si fece maggiore il rischio dell'invasione della Russia in quelle terre al fine di espandere l'influenza dello zar in Europa. Il re di Prussia fu pertanto uno dei promotori della divisione della Polonia tra Russia, Prussia e Austria nel 1772 inseguendo il tema del bilanciamento delle forze. Con questa prima spartizione della Polonia la Prussia prese l'Ermland (Varmia) e la Prussia Reale (Prusy Królewskie, che divenne in seguito la Prussia Occidentale), la contea della Pomerania, ma senza la città di Danzica, le contee di Marienburg (Malbork), Kulm (Chełmno), senza però la città di Toruń, e alcuni distretti nella Grande Polonia. L'Austria si impossessò di Zator e Auschwitz (Oświęcim), parte della Piccola Polonia, con le contee di Cracovia e Sandomir oltre all'intera Galizia.
Alla morte di Federico II nel 1786, suo nipote Federico Guglielmo II continuò la ripartizione ottenendo gran parte della Polonia occidentale nel 1793. Le parti conquistate vennero identificate nella nuova provincia della Prussia meridionale.
L'anno successivo alla seconda spartizione, i polacchi cercarono di reagire con una sollevazione nazionale guidata da Tadeusz Kościuszko, ma la rivolta fu immediatamente sedata dalle truppe russe, guidate da Suvorov, e prussiane. L'Austria si unì successivamente.

Con la terza spartizione (1795), la Prussia ottenne 55.000 km² di territori e 1 milione di abitanti, comprendenti la Masovia con Varsavia, e l'Austria 47.000 km² con 1,2 milioni di persone, incluse le città di Lublino e Cracovia. Con la terza spartizione nel 1795, che significò anche la fine e la dissoluzione dello Stato di Polonia, vennero create le nuove province prussiane di Nuova Slesia e Nuova Prussia Orientale.
Ai Re prussiani ora interessava non solo la germanizzazione della Prussia meridionale e orientale, ma soprattutto la coltivazione delle province di nuova acquisizione scarsamente popolate. Questo significava rendere seminativi i terreni, in particolare le zone paludose e le foreste; a tal fine furono inviati coloni tedeschi.
Alla fine del XVIII secolo, locatori prussiani pubblicizzavano l'emigrazione verso la Polonia prussiana: i vantaggi erano il percorso corto, la popolarità di Federico il Grande e il fatto che in questi territori già dal tardo Medioevo si erano stabiliti coloni tedeschi e la lingua tedesca era diffusa soprattutto nelle città; inoltre veniva eliminato il rischio di invasione da parte di tartari e ottomani, come succedeva nella Russia meridionale e nell'Ungheria meridionale.
 Tra la fine della guerra di successione austriaca (1748) e la caduta del vecchio stato prussiano (1806) vi furono tre ondate di emigrazione dalla Germania sud-occidentale verso la Prussia: negli anni '50 del XVIII secolo nella provincia prussiana della Pomerania, tra il 1781 e il 1784 nell'annessa Prussia occidentale e nel distretto di Notec e negli anni dal 1801 al 1804 nella Prussia meridionale e Nuova Prussia Orientale, strappate alla Polonia con la terza spartizione.

### L'Impero Tedesco

L'Impero tedesco (1871-1918).

Dialetti "tedeschi" in Europa centrale nel 1894 (incluse altre lingue germaniche occidentali: basso tedesco ed olandese, ma escluso il frisone).

Il 18 gennaio 1871 il Cancelliere prussiano Otto von Bismarck fondò l'Impero tedesco (Deutsches Reich). Bismarck volle l'unificazione per raggiungere il suo scopo di uno stato tedesco dominato dalla Prussia e comprendente la Prussia stessa e gli Stati che lo avevano appoggiato nella guerra Austro-Prussiana del 1866. Furono incluse quindi nell'Impero anche zone abitate da Danesi, Casciubi e altre minoranze. In alcune zone, come ad esempio la Provincia della Posnania o la parte meridionale dell'Alta Slesia, la maggioranza della popolazione era polacca.

I tedeschi etnici dell'Austria rimasero al di fuori dell'impero e così accadde a molte regioni tedesche dell'Europa centrale e orientale. La maggior parte delle regioni abitate da tedeschi del sud, centro e sud-est dell'Europa erano invece incluse nella monarchia multietnica degli Asburgo d'Austria-Ungheria.

### Drang nach Osten
Nel XIX secolo, il complesso fenomeno dell'Ostsiedlung si accoppiò con l'ascesa del "nazionalismo romantico". In Germania e in alcuni paesi slavi, soprattutto in Polonia, l'Ostsiedlung è stata percepita negli ambienti nazionalisti come un preludio all'espansionismo e agli sforzi di germanizzazione; l'espressione utilizzata per questa percezione era Drang nach Osten ("spinta verso l'est").

### XX secolo

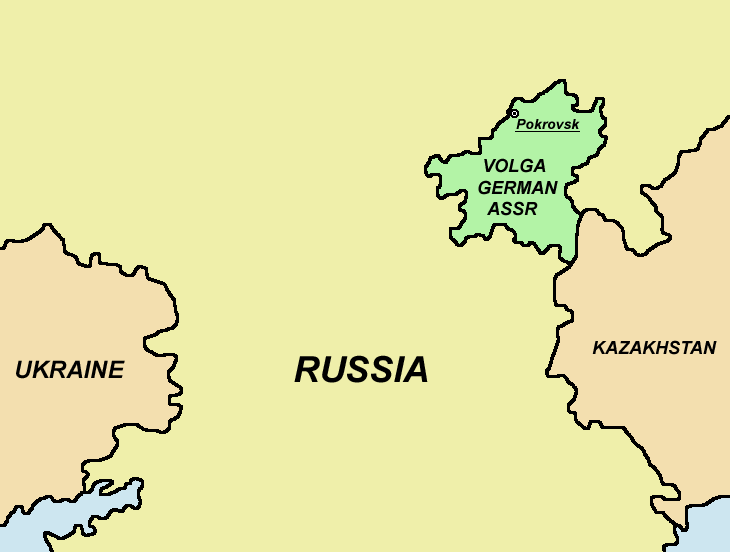
La Repubblica socialista sovietica autonoma tedesca del Volga (1918-1941). Nel 1926 vi vivevano 379.630 tedeschi, che costituivano il 66,4% della popolazione totale della repubblica.

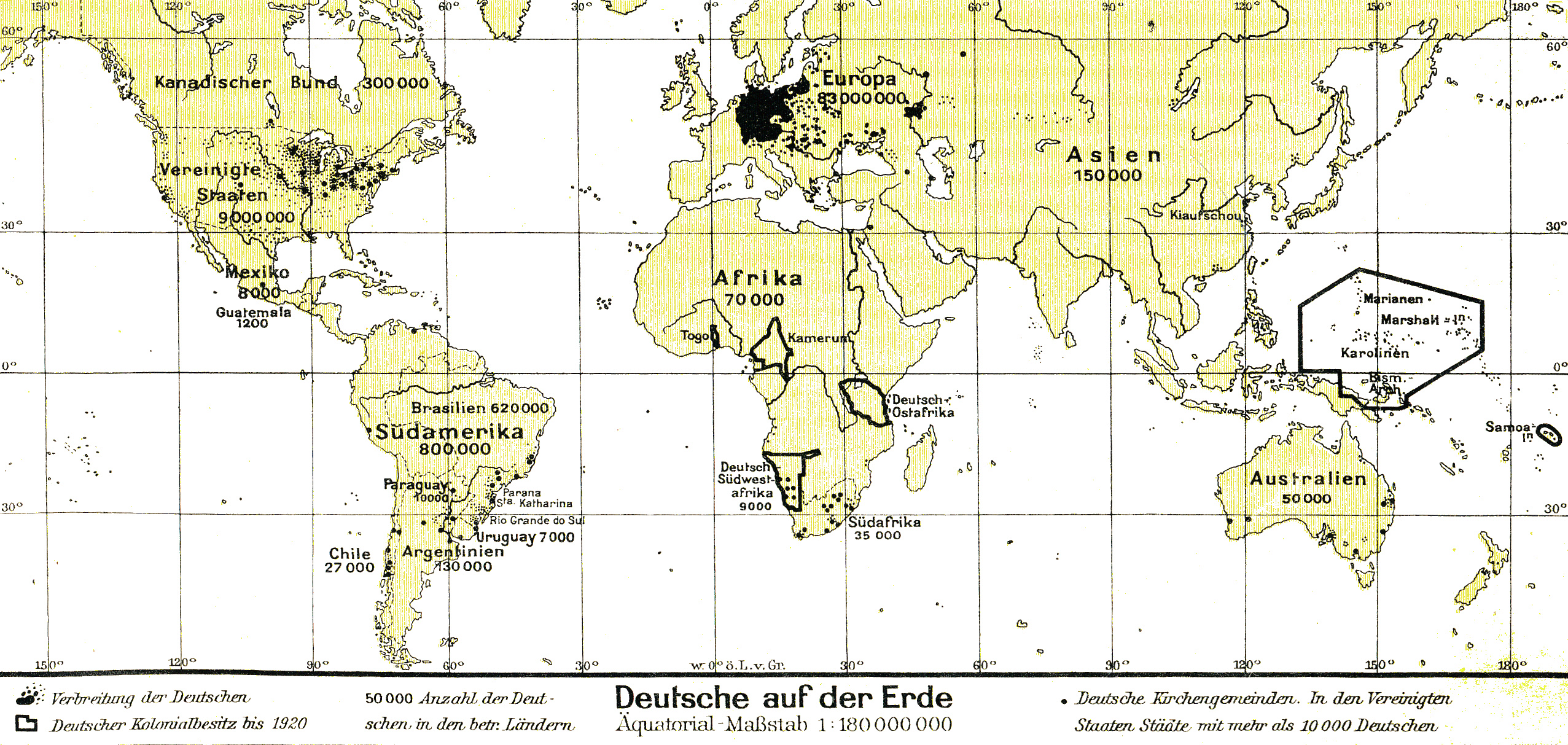
Nel 1930 quasi 100 milioni di persone in giro per il mondo erano di origine tedesca, ovvero il 4,5% della popolazione mondiale.

A partire dalla fine del XIX secolo in Prussia si svolse una migrazione interna, dalle zone rurali orientali alle prospere province occidentali (in particolare la Regione della Ruhr e Colonia), un fenomeno chiamato Ostflucht. Di conseguenza, queste migrazioni aumentarono la percentuale della popolazione polacca nella Posnania e nella Prussia occidentale. Guidato da intenzioni nazionaliste, lo stato prussiano istituì una Commissione per gli insediamenti (Preußische Ansiedlungskommission), con lo scopo di insediare più tedeschi in queste regioni. In totale 21.886 famiglie (154.704 persone) delle previste 40.000 vennero insediate entro la fine della sua esistenza.
Le guerre del XX secolo annientarono gli insediamenti tedeschi nella maggior parte dell'Europa centro-orientale, e i restanti insediamenti furono oggetto di emigrazione in Germania per ragioni economiche.

#### La prima guerra mondiale
Con la prima guerra mondiale, vi erano gruppi isolati di tedeschi fino a sud-est del Bosforo (Turchia), in Georgia ed in Azerbaigian.
Dopo la guerra, la perdita di territori dell'Impero tedesco e dell'Austria-Ungheria, fece sì che tanti tedeschi, mai come prima, divennero minoranze etniche in diversi paesi; il trattamento che hanno ricevuto variava da paese a paese; spesso erano soggetti a persecuzioni risentite dagli ex nemici della Germania. La percezione di questa persecuzione filtrò nuovamente in Germania, dove venne sfruttata e amplificata dal partito nazista per guadagnare popolarità come salvatore del popolo tedesco.
L'avanzata degli alleati degli Imperi tedesco e asburgico nel territorio dell'Impero russo indusse alla fuga, all'evacuazione e alla deportazione della popolazione che viveva vicino alle zone di combattimento.
I tedeschi di Russia, a causa della loro appartenenza etnica, furono assoggettati a misure severe, tra cui il reinsediamento forzato e la deportazione nella Russia orientale, il divieto di usare la lingua tedesca dalla vita pubblica (anche la stampa di libri e giornali) e la negazione dei mezzi di sostentamento (posti di lavoro e proprietà della terra) in base alle "leggi di liquidazione" rilasciate dal 1915.
Anche i tedeschi di Russia, così come il resto della popolazione, furono colpiti dalla tattica della "terra bruciata" durante la ritirata dei russi. Circa 300.000 tedeschi di Russia vennero assoggettati alle deportazioni in Siberia e nella steppa della Baschiria; tra 70.000 e 200.000 erano tedeschi della Volinia, 20.000 erano i tedeschi della Podolia, 10.000 erano tedeschi dalla zona di Kiev e 11.000 erano tedeschi dalla zona di Chernihiv.
Nelle zone russe controllate dalle forze tedesche, austriache e ungheresi, le sistemazioni in grande scala dei tedeschi furono organizzate dal Fürsorgeverein, con il reinsediamento di 60.000 tedeschi di Russia e Deutsche Arbeiterzentrale ("lavoratori tedeschi da Ufficio") e la nuova sistemazione per 25.000-40.000 ulteriori tedeschi di Russia.
Due terzi di queste persone furono poi reinsediati nella Prussia orientale, la parte restante nelle province a nord-est della Prussia e del Meclemburgo.

#### Il nazismo e lo "spazio vitale"

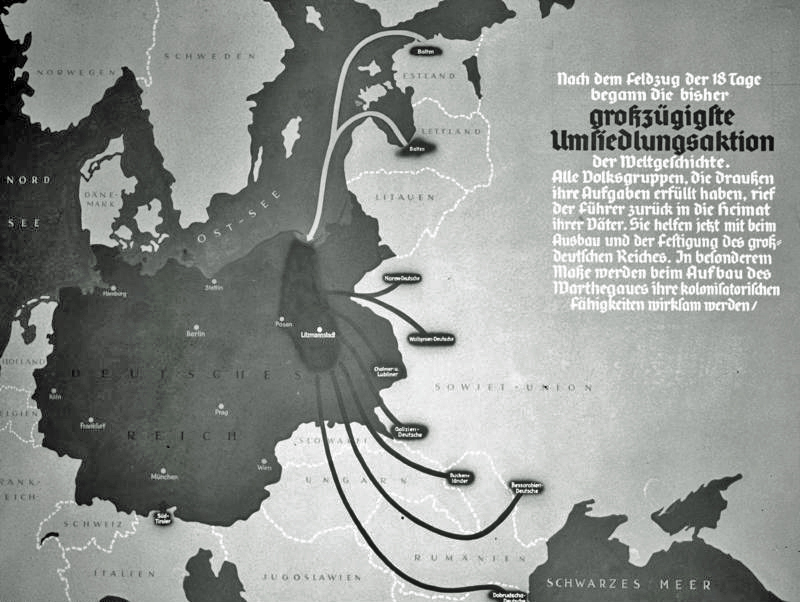
Mappa propagandistica che mostra i piani tedeschi di ri-colonizzazione del Reichsgau Wartheland.

Il pangermanismo e il concetto di Drang nach Osten diedero in parte origine al concetto di Lebensraum ("spazio vitale").
I nazionalisti tedeschi sfruttarono l'esistenza di grandi minoranze tedesche in altri paesi, come base per le rivendicazioni territoriali. Molti temi della propaganda nazista contro la Cecoslovacchia e la Polonia sostenevano che i tedeschi etnici (Volksdeutsche) in questi territori erano stati perseguitati. Nel periodo tra le due guerre ci furono molti episodi di persecuzione dei tedeschi, tra cui l'invasione francese della Germania proprio nel 1920. Lo Stato tedesco fino al 1933 era debole e non poteva nemmeno difendersi secondo i termini del Trattato di Versailles. Lo status dei tedeschi etnici e la mancanza di contiguità dei territori a maggioranza tedesca, portarono a numerosi patti di rimpatrio, in base ai quali le autorità tedesche avrebbero organizzato trasferimenti di popolazione (in particolare il trasferimento di popolazione organizzato tra Hitler e Stalin e altri con l'Italia di Benito Mussolini) in modo che sia la Germania che l'altro paese avrebbe aumentato la sua omogeneità.
Prima della seconda guerra mondiale, i nazisti avviarono il trasferimento della popolazione di etnia tedesca che viveva nell'Unione Sovietica, eliminando dalle zone degli antichi insediamenti, i tedeschi del Baltico, i tedeschi della Bessarabia e altri.

#### La seconda guerra mondiale
Con il patto Molotov-Ribbentrop gli Stati baltici, fatta eccezione per Memelland, furono assegnati all'Unione Sovietica e la Germania cominciò a trasferire la popolazione Volksdeutsche dopo aver raggiunto rispettivi accordi con l'Estonia e la Lettonia nel mese di ottobre 1939. I tedeschi del Baltico dovevano essere reinsediati nella Polonia occupata e compensati per le loro perdite con i beni confiscati nei nuovi insediamenti. Anche se il reinsediamento era volontario, la maggioranza dei tedeschi del Baltico accettò il trasferimento perché temeva la repressione dei sovietici quando sarebbero arrivati. Alla fine, questo accadde realmente a chi rimase. I tedeschi del Baltico furono spostati verso le città della Germania nord-orientale via nave. I polacchi furono espulsi dalla Prussia occidentale per fare spazio per il reinsediamento, ma il reinsediamento entrò in una fase di stallo e in seguito i "rimpatriati" furono spostati a Poznań.
Il 6 ottobre 1939, Hitler annunciò un programma di reinsediamento per le popolazioni di lingua tedesca della provincia italiana di Bolzano. Con un pensiero iniziale per il reinsediamento della popolazione nei territori occupati della Polonia o della Crimea, i tedeschi in realtà si trasferirono nella vicina Austria e in Baviera. Anche tedeschi della Val Canale e della Val Gardena furono interessati al reinsediamento. Il reinsediamento si interruppe con la caduta del regime di Mussolini e la successiva occupazione in Italia dalla Germania nazista.
Durante la seconda guerra mondiale, con l'espansione della Germania nazista, il progetto nazista del Generalplan Ost intendeva espellere e schiavizzare gli slavi secondo il concetto del Lebensraum ("spazio vitale") nazista. Fortunatamente questo fu impedito dall'evolversi della guerra, ma riuscì invece l'espulsione di 2 milioni di polacchi e l'insediamento dei Volksdeutsche (cittadino di etnia tedesca) nei territori annessi alla Germania nazista.

#### Dopoguerra

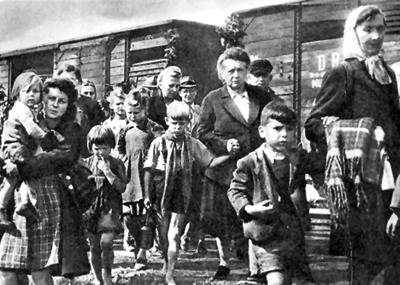
Durante il secondo dopoguerra milioni di immigrati di origine tedesca nell'Europa dell'est furono uccisi o deportati.

In nero, le regioni dell'attuale Repubblica Ceca con maggioranza (50% o più) di popolazione tedesca prima del 1945

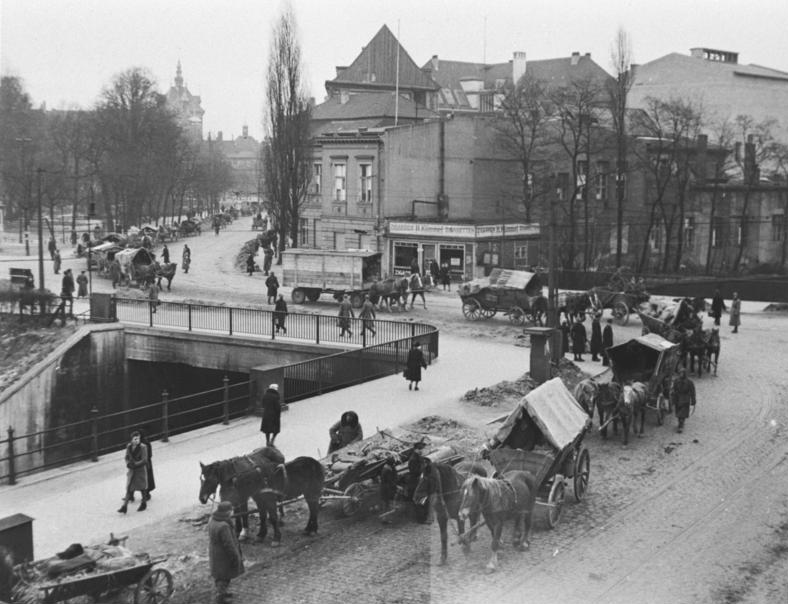
Rifugiati tedeschi abbandonano Danzica nel 1945.

Con avanzare dell'Armata Rossa e la sconfitta della Germania nazista nel 1945, la composizione etnica dell'Europa orientale e dell'Europa centro-orientale cambiò radicalmente, con quasi tutti i tedeschi espulsi dalle zone di insediamento tedesco in tutta l'Europa orientale, e dagli ex territori del Reich ad est della linea Oder-Neisse, come la Slesia, la Prussia Orientale, il Brandeburgo orientale e la Pomerania.
Le popolazioni tedesche nell'Europa orientale fuggirono all'avanzare dell'Armata Rossa, con un conseguente grande spostamento di popolazione. Dopo che nel gennaio del 1945 iniziò l'offensiva finale sovietica, centinaia di migliaia di profughi tedeschi, molti dei quali erano fuggiti a piedi dalla Prussia Orientale verso Danzica, cercarono di fuggire attraverso il porto della città con un'evacuazione in grande scala che coinvolse centinaia navi tedesche. Alcune navi furono affondate dai sovietici, tra cui la Wilhelm Gustloff, affondata da un sommergibile sovietico il 30 gennaio 1945 nel Mar Baltico; il naufragio causò la morte di oltre 9.000 persone divenendo il più grave mai registrato nella storia.
Anche città come Danzica subirono pesanti bombardamenti dagli alleati occidentali e sovietici. Coloro che sopravvissero non potevano sfuggire all'Armata Rossa. Il 30 marzo 1945, i sovietici conquistarono la città e la lasciarono in rovina.
I sovietici crearono la Repubblica Popolare di Polonia alla quale furono annessi quasi tutti gli ex territori orientali della Germania, mentre la metà settentrionale della Prussia Orientale divenne un'enclave della Repubblica Socialista Sovietica Russa. La regione di Memel fu annessa alla RSS Lituana. Le ex aree tedesche furono reinsediate con altri gruppi etnici: cechi, slovacchi e rom negli ex Sudeti e polacchi, lemchi, ucraini nella Slesia e in Pomerania.
L'espulsione dei tedeschi dall'Europa orientale dopo la seconda guerra mondiale, ebbero luogo principalmente in Polonia e Unione Sovietica (7 milioni di profughi) e Cecoslovacchia (3 milioni), ma toccarono la maggior parte dei paesi dell'Europa centrale e orientale. Questi movimenti coinvolsero tra i 12 e i 16 milioni di persone e rappresentano il più grande trasferimento di popolazione avvenuto alla fine della guerra e, probabilmente, di tutta la storia contemporanea. Questo esodo è stato descritto in vari modi: spostamento di popolazione, pulizia etnica, democidio e genocidio. Almeno 500.000 civili morirono durante i trasferimenti a causa dei maltrattamenti subiti, di malattie e di stenti. Le espulsioni terminarono nei primi anni cinquanta. In quel momento, negli ex territori tedeschi d'oriente restava solo il 12% della popolazione di etnia tedesca residente in loco prima della guerra.
Altre fughe si verificarono nei territori del nord della Jugoslavia (soprattutto nella regione della Vojvodina), e in altre regioni dell'Europa centrale e orientale.